# Gemeindefusionen in Frankreich

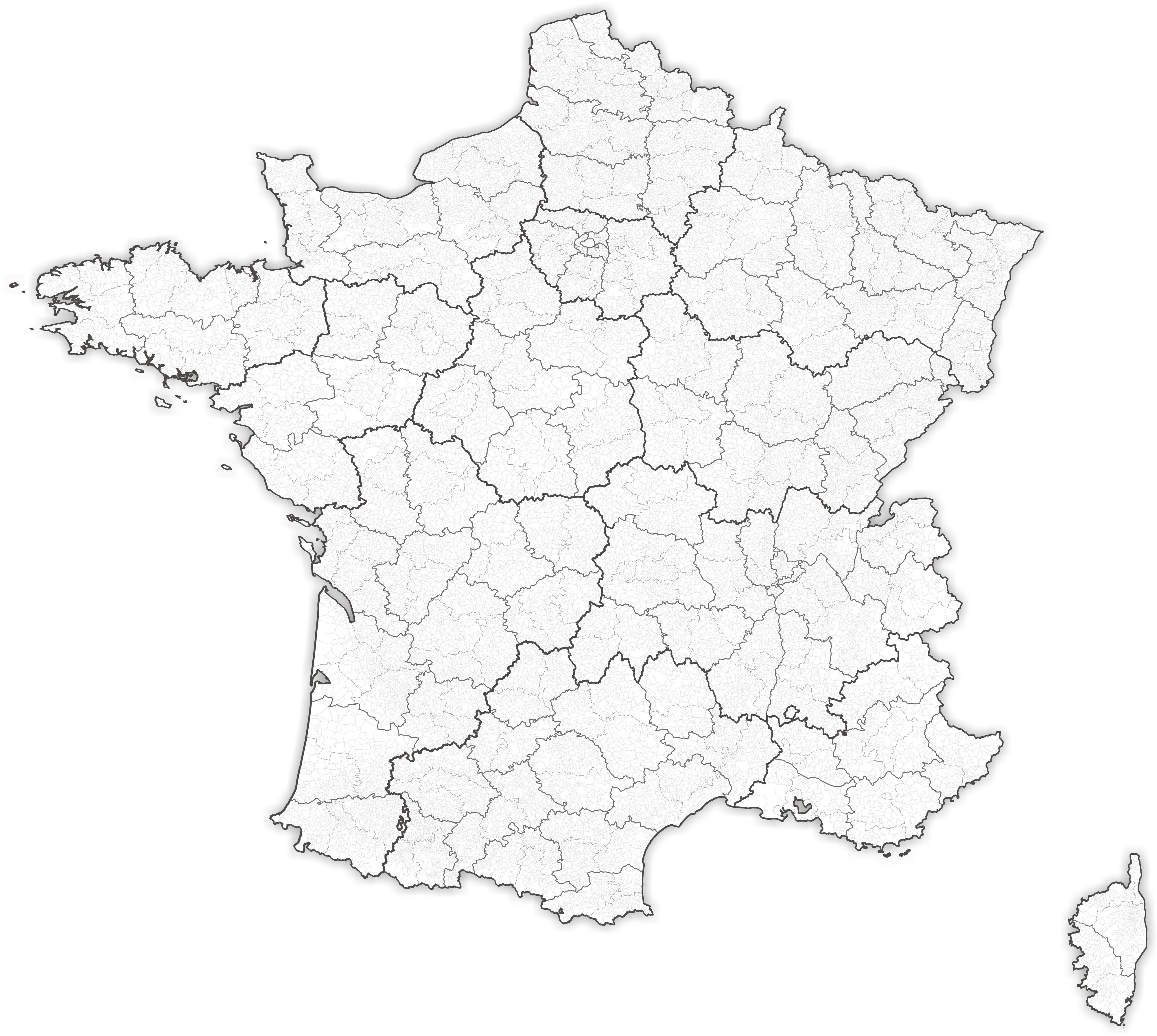
Alle Gemeinden Frankreichs als Gesamtkarte (ohne Außengebiete) Stand 2025

In diesem Artikel werden alle Gemeindefusionen in Frankreich seit 2016 aufgelistet.
Frankreich besitzt in Europa die meisten Gemeinden. Während sich die Zahl der Gemeinden zwischen 1950 und 2015 nur um 5 % reduziert hat (−2271 Gemeinden), ist seit 2016 zu erkennen, dass in Frankreich zunehmend Gemeinden fusionieren. Durch eine Gesetzgebung aus dem Jahr 2010 entstehen in der Regel mit Wirkung zum 1. Januar sogenannte Communes nouvelles. Die in Communes nouvelles inkorporierten ehemaligen Gemeinden besitzen größtenteils den Status der Communes déléguées, je nach Entscheidung des zuständigen Gemeinderates. Seit 2016 hat sich die Anzahl der Gemeinden in Frankreich um 1642 verringert.

## Fusionsstatistik pro Jahr
| Jahr | Anzahl Gemeinden Jahresanfang | Anzahl Gemeinden Jahresende | Veränderung | Veränderung in % | Fusionierte Gemeinden | Gemeindefusionen | Neue Gemeinden | Gemeindeabspaltungen |
| ---- | ----------------------------- | --------------------------- | ----------- | ---------------- | --------------------- | ---------------- | -------------- | -------------------- |
| 2025 | 34.806                        | 34.747                      | −65         | −0,19 %          | 110                   | 46               | 5              | 1                    |
| 2024 | 34.816                        | 34.806                      | −10         | −0,02 %          | 24                    | 13               | 3              | 2                    |
| 2023 | 34.826                        | 34.816                      | −10         | −0,03 %          | 18                    | 8                |                |                      |
| 2022 | 34.836                        | 34.826                      | −10         | −0,03 %          | 19                    | 9                |                |                      |
| 2021 | 34.839                        | 34.836                      | −3          | −0,01 %          | 5                     | 2                |                |                      |
| 2020 | 34.838                        | 34.839                      | 1           | 0,00 %           |                       |                  | 1              | 1                    |
| 2019 | 35.227                        | 34.838                      | −389        | −1,10 %          | 630                   | 241              |                |                      |
| 2018 | 35.285                        | 35.227                      | −58         | −0,16 %          | 95                    | 37               |                |                      |
| 2017 | 35.678                        | 35.285                      | −393        | −1,10 %          | 581                   | 182              |                |                      |
| 2016 | 36.464                        | 35.678                      | −786        | −2,15 %          | 1.111                 | 325              |                |                      |

Alle Kennzahlen ohne Französische Außengebiete
|  |  |  |  |  |  |  |  |  |  |

## 2025
Im Jahre 2025 (Stand:27. Dezember 2024) werden in ganz Frankreich voraussichtlich 46 Gemeindefusionen stattfinden. Dabei werden 110 Gemeinden fusionieren. Gleichzeitig verlassen 4 Gemeinden die 2016 neu gebildete Gemeinde Neussargues-en-Pinatelle (Departement Creuse) und werden wieder selbstständig. Durch diese Veränderungen wird sich die Anzahl der französischen Gemeinden von 34.806 auf 34.747 verringern.

### Arrondissements-Anpassungen
Da eine Gemeinde nicht zwei unterschiedlichen Arrondissements angehören darf, wurde es notwendig, wegen der folgenden neuen Gemeinde die Arrondissements anzupassen:
| Tannay-le-Mont-Dieu | → Die Fläche der ehemaligen Gemeinde Le Mont-Dieu wechselt vom Arrondissement Sedan zum Arrondissement Vouziers.                                             |
| Les Trois-Saints    | → Die Fläche der ehemaligen Gemeinden Saint-Martin-Sepert und Saint-Pardoux-Corbier wechseln vom Arrondissement Brive-la-Gaillarde zum Arrondissement Tulle. |

### Details zu den Gemeindefusionen
| Region               | Departement          | Karte                                                                   | Datum                | Gemeinden vor der Mutation                   | Gemeinde(n) nach der Mutation                                      |
| -------------------- | -------------------- | ----------------------------------------------------------------------- | -------------------- | -------------------------------------------- | ------------------------------------------------------------------ |
| Auvergne-Rhône-Alpes | Ain                  |                                                                         | 1. Januar            | Haut Valromey Ruffieu                        | Haut Valromey                                                      |
| Auvergne-Rhône-Alpes | Cantal               |                                                                         | 1. Januar            | Neussargues en Pinatelle                     | Celles Chalinargues Chavagnac Neussargues-Moissac Sainte-Anastasie |
| Auvergne-Rhône-Alpes | Drôme                |                                                                         | 1. Januar            | Saillans Véronne                             | Saillans                                                           |
| Auvergne-Rhône-Alpes | Loire                |                                                                         | 1. Januar            | La Côte-en-Couzan Saint-Didier-sur-Rochefort | La Côte - Saint-Didier                                             |
| Auvergne-Rhône-Alpes | Loire                | Débats-Rivière-d’Orpra L’Hôpital-sous-Rochefort Saint-Laurent-Rochefort | 1. Januar            | Solore-en-Forez                              |                                                                    |
| Auvergne-Rhône-Alpes | Puy-de-Dôme          |                                                                         | 1. Januar            | Chidrac Saint-Cirgues-sur-Couze              | Les Deux-Rives                                                     |
| Auvergne-Rhône-Alpes | Auvergne-Rhône-Alpes | Auvergne-Rhône-Alpes                                                    | Auvergne-Rhône-Alpes | 12 fusionierte Gemeinden                     | 6 Gemeindefusion                                                   |

| Region                  | Departement             | Karte                                                                 | Datum                   | Gemeinden vor der Mutation | Gemeinde nach der Mutation |
| ----------------------- | ----------------------- | --------------------------------------------------------------------- | ----------------------- | -------------------------- | -------------------------- |
| Bourgogne-Franche-Comté | Doubs                   |                                                                       | 1. Januar               | Éternoz Saraz              | Éternoz-Vallée-du-Lison    |
| Bourgogne-Franche-Comté | Doubs                   | Hauterive-la-Fresse La Longeville Montbenoît Montflovin Ville-du-Pont | 1. Januar               | Pays-de-Montbenoît         |                            |
| Bourgogne-Franche-Comté | Doubs                   | Le Gratteris Mamirolle                                                | 1. Januar               | Mamirolle                  |                            |
| Bourgogne-Franche-Comté | Haute-Saône             |                                                                       | 1. Januar               | Choye Villefrancon         | Colombine                  |
| Bourgogne-Franche-Comté | Haute-Saône             | Courchaton Georfans Vellechevreux-et-Courbenans                       | 1. Januar               | Belles-Fontaines           |                            |
| Bourgogne-Franche-Comté | Jura                    |                                                                       | 1. Januar               | Poligny Vaux-sur-Poligny   | Poligny                    |
| Bourgogne-Franche-Comté | Jura                    | Sainte-Agnès Val-Sonnette                                             | 1. Januar               | Val-Sonnette               |                            |
| Bourgogne-Franche-Comté | Saône-et-Loire          |                                                                       | 1. Januar               | Ciel Verdun-sur-le-Doubs   | Verdun-Ciel                |
| Bourgogne-Franche-Comté | Bourgogne-Franche-Comté | Bourgogne-Franche-Comté                                               | Bourgogne-Franche-Comté | 20 fusionierte Gemeinden   | 8 Gemeindefusionen         |

| Region   | Departement   | Karte                         | Datum     | Gemeinden vor der Mutation | Gemeinde nach der Mutation |
| -------- | ------------- | ----------------------------- | --------- | -------------------------- | -------------------------- |
| Bretagne | Côtes-d'Armor |                               | 1. Januar | Merdrignac Saint-Launeuc   | Merdrignac                 |
| Bretagne | Côtes-d'Armor | Le Cambout Coëtlogon Plumieux | 1. Januar | Plumieux                   |                            |
| Bretagne | Côtes-d'Armor | Pléven Pluduno                | 1. Januar | Val-d’Arguenon             |                            |
| Bretagne | Bretagne      | Bretagne                      | Bretagne  | 7 fusionierte Gemeinden    | 3 Gemeindefusionen         |

| Region              | Departement  | Karte    | Datum     | Gemeinden vor der Mutation                       | Gemeinde nach der Mutation |
| ------------------- | ------------ | -------- | --------- | ------------------------------------------------ | -------------------------- |
| Centre-Val de Loire | Eure-et-Loir |          | 1. Januar | Barmainville Neuvy-en-Beauce Rouvray-Saint-Denis | Neuville Saint Denis       |
| Bretagne            | Bretagne     | Bretagne | Bretagne  | 3 fusionierte Gemeinden                          | 1 Gemeindefusion           |

| Region    | Departement | Karte     | Datum     | Gemeinden vor der Mutation                  | Gemeinde nach der Mutation |
| --------- | ----------- | --------- | --------- | ------------------------------------------- | -------------------------- |
| Grand Est | Ardennes    |           | 1. Januar | Le Mont-Dieu Tannay                         | Tannay-le-Mont-Dieu        |
| Grand Est | Marne       |           | 1. Januar | Dampierre-au-Temple Saint-Hilaire-au-Temple | La Neuville-au-Temple      |
| Grand Est | Vosges      |           | 1. Januar | Neufchâteau Rollainville                    | Neufchâteau                |
| Grand Est | Grand Est   | Grand Est | Grand Est | 6 fusionierte Gemeinden                     | 3 Gemeindefusionen         |

| Region          | Departement     | Karte           | Datum           | Gemeinden vor der Mutation                         | Gemeinde nach der Mutation |
| --------------- | --------------- | --------------- | --------------- | -------------------------------------------------- | -------------------------- |
| Hauts-de-France | Aisne           |                 | 1. Januar       | Filain Pargny-Filain                               | Pargny-et-Filain           |
| Hauts-de-France | Nord            |                 | 1. Januar       | Amfroipret Bermeries                               | L’Orée de Mormal           |
| Hauts-de-France | Pas-de-Calais   |                 | 1. Januar       | Hesdin Huby-Saint-Leu Marconne Sainte-Austreberthe | Hesdin-la-Forêt            |
| Hauts-de-France | Somme           |                 | 1. Januar       | Bussus-Bussuel Yaucourt-Bussus                     | Bussus-lès-Yaucourt        |
| Hauts-de-France | Hauts-de-France | Hauts-de-France | Hauts-de-France | 10 fusionierte Gemeinden                           | 4 Gemeindefusionen         |

| Region        | Departement       | Karte         | Datum         | Gemeinden vor der Mutation        | Gemeinde nach der Mutation |
| ------------- | ----------------- | ------------- | ------------- | --------------------------------- | -------------------------- |
| Île-de-France | Seine-Saint-Denis |               | 1. Januar     | Pierrefitte-sur-Seine Saint-Denis | Saint-Denis                |
| Île-de-France | Île-de-France     | Île-de-France | Île-de-France | 2 fusionierte Gemeinden           | 1 Gemeindefusion           |

| Region    | Departement    | Karte                                 | Datum     | Gemeinden vor der Mutation                                              | Gemeinde nach der Mutation |
| --------- | -------------- | ------------------------------------- | --------- | ----------------------------------------------------------------------- | -------------------------- |
| Normandie | Calvados       |                                       | 1. Januar | Gerrots Victot-Pontfol                                                  | Victot-en-Auge             |
| Normandie | Calvados       | May-sur-Orne Saint-Martin-de-Fontenay | 1. Januar | Saint-Martin-de-May                                                     |                            |
| Normandie | Orne           |                                       | 1. Januar | Les Authieux-du-Puits La Genevraie Godisson Le Merlerault Nonant-le-Pin | Merlerault-le-Pin          |
| Normandie | Seine-Maritime |                                       | 1. Januar | Le Héron Morville-sur-Andelle                                           | Morville-le-Héron          |
| Normandie | Normandie      | Normandie                             | Normandie | 11 fusionierte Gemeinden                                                | 4 Gemeindefusionen         |

| Region             | Departement        | Karte                                        | Datum              | Gemeinden vor der Mutation                            | Gemeinde nach der Mutation |
| ------------------ | ------------------ | -------------------------------------------- | ------------------ | ----------------------------------------------------- | -------------------------- |
| Nouvelle-Aquitaine | Charente           |                                              | 1. Januar          | Aunac-sur-Charente Moutonneau                         | Aunac-sur-Charente         |
| Nouvelle-Aquitaine | Charente           | Gardes-le-Pontaroux Magnac-Lavalette-Villars | 1. Januar          | Magnac-lès-Gardes                                     |                            |
| Nouvelle-Aquitaine | Charente           | Montignac-Charente Vars                      | 1. Januar          | La Boixe                                              |                            |
| Nouvelle-Aquitaine | Charente-Maritime  |                                              | 1. Januar          | Nuaillé-sur-Boutonne Saint-Georges-de-Longuepierre    | Rives-de-Boutonne          |
| Nouvelle-Aquitaine | Corrèze            |                                              | 1. Januar          | Saint-Martin-Sepert Saint-Pardoux-Corbier Saint-Ybard | Les Trois-Saints           |
| Nouvelle-Aquitaine | Creuse             |                                              | 1. Januar          | Blaudeix Parsac-Rimondeix                             | Parsac                     |
| Nouvelle-Aquitaine | Deux-Sèvres        |                                              | 1. Januar          | Caunay Montalembert Pers Pliboux Sauzé-Vaussais       | Sauzé-entre-Bois           |
| Nouvelle-Aquitaine | Gironde            |                                              | 1. Januar          | Porte-de-Benauge Saint-Genis-du-Bois                  | Porte-de-Benauge           |
| Nouvelle-Aquitaine | Nouvelle-Aquitaine | Nouvelle-Aquitaine                           | Nouvelle-Aquitaine | 20 fusionierte Gemeinden                              | 8 Gemeindefusionen         |

| Region     | Departement | Karte      | Datum      | Gemeinden vor der Mutation                      | Gemeinde nach der Mutation |
| ---------- | ----------- | ---------- | ---------- | ----------------------------------------------- | -------------------------- |
| Okzitanien | Ariège      |            | 1. Januar  | Caychax Senconac                                | Caychax-et-Senconac        |
| Okzitanien | Gard        |            | 1. Januar  | Corbès Thoiras                                  | Thoiras-Corbès             |
| Okzitanien | Gers        |            | 1. Januar  | Cabas-Loumassès Monbardon Saint-Blancard Sarcos | Cap d’Astarac              |
| Okzitanien | Hérault     |            | 1. Januar  | Dio-et-Valquières Lunas                         | Lunas-les-Châteaux         |
| Okzitanien | Lot         |            | 1. Januar  | Lhospitalet Pern                                | Pern-Lhospitalet           |
| Okzitanien | Okzitanien  | Okzitanien | Okzitanien | 12 fusionierte Gemeinden                        | 5 Gemeindefusionen         |

| Region           | Departement      | Karte                               | Datum            | Gemeinden vor der Mutation             | Gemeinde nach der Mutation |
| ---------------- | ---------------- | ----------------------------------- | ---------------- | -------------------------------------- | -------------------------- |
| Pays de la Loire | Sarthe           |                                     | 1. Januar        | Laigné-en-Belin Saint-Gervais-en-Belin | Laigné-Saint-Gervais       |
| Pays de la Loire | Sarthe           | Saint-Mars-de-Locquenay Volnay      | 1. Januar        | Val-de-la-Hune                         |                            |
| Pays de la Loire | Vendée           |                                     | 1. Januar        | La Bernardière Cugand                  | Cugand-la-Bernardière      |
| Pays de la Loire | Vendée           | Saint-Jean-de-Beugné Sainte-Hermine | 1. Januar        | Saint-Jean-d’Hermine                   |                            |
| Pays de la Loire | Pays de la Loire | Pays de la Loire                    | Pays de la Loire | 8 fusionierte Gemeinden                | 4 Gemeindefusionen         |

## 2024
Im Jahre 2024 fanden in ganz Frankreich 13 Gemeindefusionen statt. Zwei Gemeindefusionen aus dem Jahre 2019 und 2016 wurden wieder rückgängig gemacht. Dabei fusionierten 24 Gemeinden und 3 Gemeinden wurden wieder selbständig. Durch diese Veränderungen verringerte sich die Anzahl der französischen Gemeinden von 34.816 auf 34.806.

### Arrondissements-Anpassungen
Da eine Gemeinde nicht zwei unterschiedlichen Arrondissements angehören darf, wurde es notwendig, wegen der folgenden neuen Gemeinde die Arrondissements anzupassen:
| Ingrandes-Le Fresne sur Loire | → Die Fläche der ehemaligen Gemeinde Saint-Sigismond wechselt vom Arrondissement Segré zum Arrondissement Angers. |

### Details zu den Gemeindefusionen
| Region               | Departement          | Karte                | Datum                | Gemeinden vor der Mutation | Gemeinde nach der Mutation |
| -------------------- | -------------------- | -------------------- | -------------------- | -------------------------- | -------------------------- |
| Auvergne-Rhône-Alpes | Métropole de Lyon    |                      | 1. Januar            | Oullins Pierre-Bénite      | Oullins-Pierre-Bénite      |
| Auvergne-Rhône-Alpes | Auvergne-Rhône-Alpes | Auvergne-Rhône-Alpes | Auvergne-Rhône-Alpes | 2 fusionierte Gemeinden    | 1 Gemeindefusion           |

| Region                  | Departement             | Karte                   | Datum                   | Gemeinden vor der Mutation                 | Gemeinde nach der Mutation |
| ----------------------- | ----------------------- | ----------------------- | ----------------------- | ------------------------------------------ | -------------------------- |
| Bourgogne-Franche-Comté | Doubs                   |                         | 1. Januar               | Bians-les-Usiers Goux-les-Usiers Sombacour | Val-d’Usiers               |
| Bourgogne-Franche-Comté | Bourgogne-Franche-Comté | Bourgogne-Franche-Comté | Bourgogne-Franche-Comté | 3 fusionierte Gemeinden                    | 1 Gemeindefusion           |

| Region   | Departement     | Karte    | Datum     | Gemeinden vor der Mutation   | Gemeinde nach der Mutation |
| -------- | --------------- | -------- | --------- | ---------------------------- | -------------------------- |
| Bretagne | Ille-et-Vilaine |          | 1. Januar | Fleurigné La Chapelle-Janson | La Chapelle-Fleurigné      |
| Bretagne | Bretagne        | Bretagne | Bretagne  | 2 fusionierte Gemeinden      | 1 Gemeindefusion           |

| Region              | Departement         | Karte               | Datum               | Gemeinden vor der Mutation | Gemeinde nach der Mutation |
| ------------------- | ------------------- | ------------------- | ------------------- | -------------------------- | -------------------------- |
| Centre-Val de Loire | Cher                |                     | 1. Januar           | Lugny-Bourbonnais Osmery   | Osmery                     |
| Centre-Val de Loire | Centre-Val de Loire | Centre-Val de Loire | Centre-Val de Loire | 2 fusionierte Gemeinden    | 1 Gemeindefusion           |

| Region    | Departement | Karte     | Datum     | Gemeinden vor der Mutation | Gemeinde nach der Mutation |
| --------- | ----------- | --------- | --------- | -------------------------- | -------------------------- |
| Grand Est | Ardennes    |           | 1. Januar | Bazeilles La Moncelle      | Bazeilles                  |
| Grand Est | Grand Est   | Grand Est | Grand Est | 2 fusionierte Gemeinden    | 1 Gemeindefusion           |

| Region          | Departement     | Karte           | Datum           | Gemeinde vor der Abspaltung | Gemeinden nach der Abspaltung          |
| --------------- | --------------- | --------------- | --------------- | --------------------------- | -------------------------------------- |
| Hauts-de-France | Oise            |                 | 1. Januar       | Les Hauts-Talican           | Beaumont-les-Nonains Les Hauts-Talican |
| Hauts-de-France | Hauts-de-France | Hauts-de-France | Hauts-de-France | 1 Gemeindeabspaltung        | 1 neue Gemeinde                        |

| Region        | Departement   | Karte         | Datum         | Gemeinde vor der Abspaltung | Gemeinden nach der Abspaltung |
| ------------- | ------------- | ------------- | ------------- | --------------------------- | ----------------------------- |
| Île-de-France | Val-d’Oise    |               | 1. Januar     | Commeny Gouzangrez          | Commeny                       |
| Île-de-France | Île-de-France | Île-de-France | Île-de-France | 2 fusionierte Gemeinden     | 1 Gemeindefusion              |

| Region             | Departement          | Karte              | Datum              | Gemeinden vor der Mutation                | Gemeinde nach der Mutation |
| ------------------ | -------------------- | ------------------ | ------------------ | ----------------------------------------- | -------------------------- |
| Nouvelle-Aquitaine | Charente             |                    | 1. Januar          | Cherves-Richemont Saint-Sulpice-de-Cognac | Val-de-Cognac              |
| Nouvelle-Aquitaine | Pyrénées-Atlantiques |                    | 1. Januar          | Lacq Urdès                                | Lacq                       |
| Nouvelle-Aquitaine | Vienne               |                    | 1. Januar          | Saint-Macoux Saint-Saviol                 | Val-de-Comporté            |
| Nouvelle-Aquitaine | Nouvelle-Aquitaine   | Nouvelle-Aquitaine | Nouvelle-Aquitaine | 6 fusionierte Gemeinden                   | 3 Gemeindefusionen         |

| Region           | Departement      | Karte             | Datum            | Gemeinden vor der Mutation                                     | Gemeinde nach der Mutation        |
| ---------------- | ---------------- | ----------------- | ---------------- | -------------------------------------------------------------- | --------------------------------- |
| Pays de la Loire | Maine-et-Loire   |                   | 1. Januar        | Ingrandes-Le Fresne sur Loire Saint-Sigismond (Maine-et-Loire) | Ingrandes-Le Fresne sur Loire     |
| Pays de la Loire | Vendée           |                   | 1. Januar        | Cezais Saint-Sulpice-en-Pareds Thouarsais-Bouildroux           | Rives-du-Fougerais                |
| Pays de la Loire | Vendée           | Essarts en Bocage | 1. Januar        | Essarts en Bocage L’Oie Sainte-Florence (Vendée)               |                                   |
| Pays de la Loire | Pays de la Loire | Pays de la Loire  | Pays de la Loire | 5 fusionierte Gemeinden 1 Gemeindeabspaltung                   | 2 Gemeindefusion 2 neue Gemeinden |

## 2023
Im Jahre 2023 fanden in ganz Frankreich 8 Gemeindefusionen statt. Dabei waren 18 Gemeinden betroffen. Durch die Fusionen hat sich die Anzahl der französischen Gemeinden von 34.826 auf 34.816 verringert.

### Details zu den Gemeindefusionen
| Region               | Departement          | Karte                | Datum                | Gemeinden vor der Mutation | Gemeinde nach der Mutation |
| -------------------- | -------------------- | -------------------- | -------------------- | -------------------------- | -------------------------- |
| Auvergne-Rhône-Alpes | Ain                  |                      | 1. Januar            | Béon Culoz                 | Culoz-Béon                 |
| Auvergne-Rhône-Alpes | Auvergne-Rhône-Alpes | Auvergne-Rhône-Alpes | Auvergne-Rhône-Alpes | 2 fusionierte Gemeinden    | 1 Gemeindefusion           |

| Region                  | Departement             | Karte                   | Datum                   | Gemeinden vor der Mutation | Gemeinde nach der Mutation |
| ----------------------- | ----------------------- | ----------------------- | ----------------------- | -------------------------- | -------------------------- |
| Bourgogne-Franche-Comté | Saône-et-Loire          |                         | 1. Januar               | Bonnay Saint-Ythaire       | Bonnay-Saint-Ythaire       |
| Bourgogne-Franche-Comté | Bourgogne-Franche-Comté | Bourgogne-Franche-Comté | Bourgogne-Franche-Comté | 2 fusionierte Gemeinden    | 1 Gemeindefusion           |

| Region    | Departement | Karte    | Datum     | Gemeinden vor der Mutation                      | Gemeinde nach der Mutation |
| --------- | ----------- | -------- | --------- | ----------------------------------------------- | -------------------------- |
| Grand Est | Marne       |          | 1. Januar | Binson-et-Orquigny Reuil Villers-sous-Châtillon | Cœur-de-la-Vallée          |
| Bretagne  | Bretagne    | Bretagne | Bretagne  | 3 fusionierte Gemeinden                         | 1 Gemeindefusion           |

| Region          | Departement     | Karte           | Datum           | Gemeinden vor der Mutation    | Gemeinde nach der Mutation |
| --------------- | --------------- | --------------- | --------------- | ----------------------------- | -------------------------- |
| Hauts-de-France | Aisne           |                 | 1. Januar       | Berzy-le-Sec Noyant-et-Aconin | Bernoy-le-Château          |
| Hauts-de-France | Hauts-de-France | Hauts-de-France | Hauts-de-France | 2 fusionierte Gemeinden       | 1 Gemeindefusion           |

| Region             | Departement        | Karte              | Datum              | Gemeinden vor der Mutation | Gemeinde nach der Mutation |
| ------------------ | ------------------ | ------------------ | ------------------ | -------------------------- | -------------------------- |
| Normandie          | Manche             |                    | 1. Januar          | Annoville Lingreville      | Tourneville-sur-Mer        |
| Nouvelle-Aquitaine | Nouvelle-Aquitaine | Nouvelle-Aquitaine | Nouvelle-Aquitaine | 2 fusionierte Gemeinden    | 1 Gemeindefusion           |

| Region             | Departement        | Karte              | Datum              | Gemeinden vor der Mutation | Gemeinde nach der Mutation |
| ------------------ | ------------------ | ------------------ | ------------------ | -------------------------- | -------------------------- |
| Nouvelle-Aquitaine | Charente           |                    | 1. Januar          | Fontclaireau Mansle        | Mansle-les-Fontaines       |
| Nouvelle-Aquitaine | Nouvelle-Aquitaine | Nouvelle-Aquitaine | Nouvelle-Aquitaine | 2 fusionierte Gemeinden    | 1 Gemeindefusion           |

| Region             | Departement        | Karte              | Datum              | Gemeinden vor der Mutation | Gemeinde nach der Mutation |
| ------------------ | ------------------ | ------------------ | ------------------ | -------------------------- | -------------------------- |
| Okzitanien         | Ariège             |                    | 1. Januar          | Bézac Saint-Amans          | Bézac                      |
| Nouvelle-Aquitaine | Nouvelle-Aquitaine | Nouvelle-Aquitaine | Nouvelle-Aquitaine | 2 fusionierte Gemeinden    | 1 Gemeindefusion           |

| Region           | Departement      | Karte            | Datum            | Gemeinden vor der Mutation                    | Gemeinde nach der Mutation |
| ---------------- | ---------------- | ---------------- | ---------------- | --------------------------------------------- | -------------------------- |
| Pays de la Loire | Vendée           |                  | 1. Januar        | Breuil-Barret La Chapelle-aux-Lys La Tardière | Terval                     |
| Pays de la Loire | Pays de la Loire | Pays de la Loire | Pays de la Loire | 3 fusionierte Gemeinden                       | 1 Gemeindefusion           |

## 2022
Im Jahre 2022 haben in ganz Frankreich 9 Gemeindefusionen stattgefunden. Dabei waren 19 Gemeinden betroffen. Durch die Fusionen wurde die Anzahl der französischen Gemeinden von 34.836 auf 34.826 verringert.

### Arrondissements-Anpassungen
Da eine Gemeinde nicht zwei unterschiedlichen Arrondissements angehören darf, wurde es notwendig, wegen der folgenden neuen Gemeinde die Arrondissements anzupassen:
| L’Aiguillon-la-Presqu’île | → Die Fläche der ehemaligen Gemeinde L’Aiguillon-sur-Mer wechselt vom Arrondissement Fontenay-le-Comte zum Arrondissement Les Sables-d’Olonne. |

### Details zu den Gemeindefusionen
| Region               | Departement          | Karte                | Datum                | Gemeinden vor der Mutation  | Gemeinde nach der Mutation |
| -------------------- | -------------------- | -------------------- | -------------------- | --------------------------- | -------------------------- |
| Auvergne-Rhône-Alpes | Drôme                |                      | 1. Januar            | La Motte-de-Galaure Mureils | Saint-Jean-de-Galaure      |
| Auvergne-Rhône-Alpes | Auvergne-Rhône-Alpes | Auvergne-Rhône-Alpes | Auvergne-Rhône-Alpes | 2 fusionierte Gemeinden     | 1 Gemeindefusion           |

| Region                  | Departement             | Karte                                     | Datum                   | Gemeinden vor der Mutation           | Gemeinde nach der Mutation |
| ----------------------- | ----------------------- | ----------------------------------------- | ----------------------- | ------------------------------------ | -------------------------- |
| Bourgogne-Franche-Comté | Doubs                   |                                           | 1. Januar               | Châtillon-sur-Lison Cussey-sur-Lison | Cussey-sur-Lison           |
| Bourgogne-Franche-Comté | Doubs                   | Mérey-sous-Montrond Villers-sous-Montrond | 1. Januar               | Les Monts-Ronds                      |                            |
| Bourgogne-Franche-Comté | Bourgogne-Franche-Comté | Bourgogne-Franche-Comté                   | Bourgogne-Franche-Comté | 4 fusionierte Gemeinden              | 2 Gemeindefusionen         |

| Region   | Departement | Karte    | Datum     | Gemeinden vor der Mutation | Gemeinde nach der Mutation |
| -------- | ----------- | -------- | --------- | -------------------------- | -------------------------- |
| Bretagne | Morbihan    |          | 1. Januar | Croixanvec Saint-Gérand    | Saint-Gérand-Croixanvec    |
| Bretagne | Bretagne    | Bretagne | Bretagne  | 2 fusionierte Gemeinden    | 1 Gemeindefusion           |

| Region          | Departement     | Karte           | Datum           | Gemeinden vor der Mutation        | Gemeinde nach der Mutation |
| --------------- | --------------- | --------------- | --------------- | --------------------------------- | -------------------------- |
| Hauts-de-France | Aisne           |                 | 1. Januar       | Bazoches-sur-Vesles Saint-Thibaut | Bazoches-et-Saint-Thibaut  |
| Hauts-de-France | Hauts-de-France | Hauts-de-France | Hauts-de-France | 2 fusionierte Gemeinden           | 1 Gemeindefusion           |

| Region             | Departement        | Karte              | Datum              | Gemeinden vor der Mutation             | Gemeinde nach der Mutation |
| ------------------ | ------------------ | ------------------ | ------------------ | -------------------------------------- | -------------------------- |
| Nouvelle-Aquitaine | Charente           |                    | 1. Januar          | Ambleville Lignières-Sonneville        | Lignières-Ambleville       |
| Nouvelle-Aquitaine | Corrèze            |                    | 1. Januar          | Le Jardin Montaignac-Saint-Hippolyte   | Montaignac-sur-Doustre     |
| Nouvelle-Aquitaine | Dordogne           |                    | 1. Januar          | Cazoulès Orliaguet Peyrillac-et-Millac | Pechs-de-l’Espérance       |
| Nouvelle-Aquitaine | Nouvelle-Aquitaine | Nouvelle-Aquitaine | Nouvelle-Aquitaine | 7 fusionierte Gemeinden                | 3 Gemeindefusionen         |

| Region           | Departement      | Karte            | Datum            | Gemeinden vor der Mutation           | Gemeinde nach der Mutation |
| ---------------- | ---------------- | ---------------- | ---------------- | ------------------------------------ | -------------------------- |
| Pays de la Loire | Vendée           |                  | 1. Januar        | L’Aiguillon-sur-Mer La Faute-sur-Mer | L’Aiguillon-la-Presqu’île  |
| Pays de la Loire | Pays de la Loire | Pays de la Loire | Pays de la Loire | 2 fusionierte Gemeinden              | 1 Gemeindefusion           |

## 2021
Im Jahre 2021 fanden in ganz Frankreich 2 Gemeindefusionen statt. Dabei waren 5 Gemeinden betroffen. Durch die Fusionen verringerte sich die Anzahl der französischen Gemeinden von 34.839 auf 34.836.

### Details zu den Gemeindefusionen
| Region             | Departement        | Karte              | Datum              | Gemeinden vor der Mutation | Gemeinde nach der Mutation |
| ------------------ | ------------------ | ------------------ | ------------------ | -------------------------- | -------------------------- |
| Nouvelle-Aquitaine | Charente           |                    | 1. Januar          | Mosnac Saint-Simeux        | Mosnac-Saint-Simeux        |
| Nouvelle-Aquitaine | Nouvelle-Aquitaine | Nouvelle-Aquitaine | Nouvelle-Aquitaine | 2 fusionierte Gemeinden    | 1 Gemeindefusion           |

| Region           | Departement      | Karte            | Datum            | Gemeinden vor der Mutation                            | Gemeinde nach der Mutation |
| ---------------- | ---------------- | ---------------- | ---------------- | ----------------------------------------------------- | -------------------------- |
| Pays de la Loire | Mayenne          |                  | 1. Januar        | Saint-Martin-de-Connée Saint-Pierre-sur-Orthe Vimarcé | Vimartin-sur-Orthe         |
| Pays de la Loire | Pays de la Loire | Pays de la Loire | Pays de la Loire | 3 fusionierte Gemeinden                               | 1 Gemeindefusion           |

## 2020
Im Jahre 2020 fand in ganz Frankreich keine Gemeindefusion statt. Eine Gemeindefusion aus dem Jahre 2017 wurde rückgängig gemacht. Durch die Annulation erhöhte sich die Anzahl der französischen Gemeinden von 34.838 auf 34.839.

### Details zu den Gemeindefusionen
| Region    | Departement | Karte     | Datum     | Gemeinden vor der Mutation | Gemeinde nach der Mutation  |
| --------- | ----------- | --------- | --------- | -------------------------- | --------------------------- |
| Normandie | Calvados    |           | 1. Januar | Saline                     | Sannerville Troarn          |
| Normandie | Normandie   | Normandie | Normandie |                            | 1 stornierte Gemeindefusion |

## 2019
Im Jahre 2019 fanden in ganz Frankreich 241 Gemeindefusionen statt. Dabei waren 630 Gemeinden betroffen. Durch die Fusionen verringerte sich die Anzahl der französischen Gemeinden von 35.227 auf 34.838.

### Arrondissements-Anpassungen
Da eine Gemeinde nicht zwei unterschiedlichen Arrondissements angehören darf, wurde es notwendig, wegen der folgenden vier neuen Gemeinden die Arrondissements anzupassen:
| Carentan-les-Marais  | → Die Flächen der ehemaligen Gemeinden Brucheville und Vierville wechseln vom Arrondissement Cherbourg zum Arrondissement Saint-Lô.                                                                      |
| Corquoy              | → Die Fläche der ehemaligen Gemeinde Sainte-Lunaise wechselt vom Arrondissement Bourges zum Arrondissement Saint-Amand-Montrond.                                                                         |
| Moncoutant-sur-Sèvre | → Die Flächen der ehemaligen Gemeinden La Chapelle-Saint-Étienne, Le Breuil-Bernard, Moncoutant, Moutiers-sous-Chantemerle und Pugny wechseln vom Arrondissement Parthenay zum Arrondissement Bressuire. |
| Plaine-et-Vallées    | → Die Fläche der ehemaligen Gemeinde Saint-Jouin-de-Marnes wechselt vom Arrondissement Parthenay zum Arrondissement Bressuire.                                                                           |

### Details zu den Gemeindefusionen
| Region               | Departement          | Karte                                                                               | Datum                | Gemeinden vor der Mutation               | Gemeinde nach der Mutation |
| -------------------- | -------------------- | ----------------------------------------------------------------------------------- | -------------------- | ---------------------------------------- | -------------------------- |
| Auvergne-Rhône-Alpes | Ain                  |                                                                                     | 1. Januar            | Brénaz Chavornay Lochieu Virieu-le-Petit | Arvière-en-Valromey        |
| Auvergne-Rhône-Alpes | Ain                  | Cras-sur-Reyssouze Étrez                                                            | 1. Januar            | Bresse Vallons                           |                            |
| Auvergne-Rhône-Alpes | Ain                  | Magnieu Saint-Champ                                                                 | 1. Januar            | Magnieu                                  |                            |
| Auvergne-Rhône-Alpes | Ain                  | Cormaranche-en-Bugey Hauteville-Lompnes Hostiaz Thézillieu                          | 1. Januar            | Plateau d’Hauteville                     |                            |
| Auvergne-Rhône-Alpes | Ain                  | Lhôpital Surjoux                                                                    | 1. Januar            | Surjoux-Lhopital                         |                            |
| Auvergne-Rhône-Alpes | Ain                  | Belmont-Luthézieu Lompnieu Sutrieu Vieu                                             | 1. Januar            | Valromey-sur-Séran                       |                            |
| Auvergne-Rhône-Alpes | Ain                  | Bellegarde-sur-Valserine Châtillon-en-Michaille Lancrans                            | 1. Januar            | Valserhône                               |                            |
| Auvergne-Rhône-Alpes | Ardèche              |                                                                                     | 1. Januar            | Nonières Saint-Julien-Labrousse          | Belsentes                  |
| Auvergne-Rhône-Alpes | Ardèche              | Intres Saint-Julien-Boutières                                                       | 1. Januar            | Saint-Julien-d’Intres                    |                            |
| Auvergne-Rhône-Alpes | Ardèche              | Laval-d’Aurelle Saint-Laurent-les-Bains                                             | 1. Januar            | Saint-Laurent-les-Bains-Laval-d’Aurelle  |                            |
| Auvergne-Rhône-Alpes | Ardèche              | Antraigues-sur-Volane Asperjoc                                                      | 1. Januar            | Vallées-d’Antraigues-Asperjoc            |                            |
| Auvergne-Rhône-Alpes | Cantal               |                                                                                     | 1. Januar            | Calvinet Mourjou                         | Puycapel                   |
| Auvergne-Rhône-Alpes | Drôme                |                                                                                     | 1. Januar            | Châtillon-en-Diois Treschenu-Creyers     | Châtillon-en-Diois         |
| Auvergne-Rhône-Alpes | Drôme                | Miribel Montrigaud Saint-Bonnet-de-Valclérieux                                      | 1. Januar            | Valherbasse                              |                            |
| Auvergne-Rhône-Alpes | Isère                |                                                                                     | 1. Januar            | Chantelouve Le Périer                    | Chantepérier               |
| Auvergne-Rhône-Alpes | Isère                | La Ferrière Pinsot                                                                  | 1. Januar            | Le Haut-Bréda                            |                            |
| Auvergne-Rhône-Alpes | Isère                | Balbins Ornacieux                                                                   | 1. Januar            | Ornacieux-Balbins                        |                            |
| Auvergne-Rhône-Alpes | Isère                | Saint-Bernard Saint-Hilaire Saint-Pancrasse                                         | 1. Januar            | Plateau-des-Petites-Roches               |                            |
| Auvergne-Rhône-Alpes | Isère                | Arzay Commelle Nantoin Semons                                                       | 1. Januar            | Porte-des-Bonnevaux                      |                            |
| Auvergne-Rhône-Alpes | Isère                | Panissage Virieu                                                                    | 1. Januar            | Val-de-Virieu                            |                            |
| Auvergne-Rhône-Alpes | Loire                |                                                                                     | 1. Januar            | Saint-Julien-la-Vêtre Saint-Thurin       | Vêtre-sur-Anzon            |
| Auvergne-Rhône-Alpes | Loire                | Amions Dancé Saint-Paul-de-Vézelin                                                  | 1. Januar            | Vézelin-sur-Loire                        |                            |
| Auvergne-Rhône-Alpes | Puy-de-Dôme          |                                                                                     | 1. Januar            | Chaméane Vernet-la-Varenne               | Le Vernet-Chaméane         |
| Auvergne-Rhône-Alpes | Puy-de-Dôme          | Dallet Mezel                                                                        | 1. Januar            | Mur-sur-Allier                           |                            |
| Auvergne-Rhône-Alpes | Puy-de-Dôme          | Creste Saint-Diéry                                                                  | 1. Januar            | Saint-Diéry                              |                            |
| Auvergne-Rhône-Alpes | Rhône                |                                                                                     | 1. Januar            | Belleville Saint-Jean-d’Ardières         | Belleville-en-Beaujolais   |
| Auvergne-Rhône-Alpes | Rhône                | Avenas Monsols Ouroux Saint-Christophe Saint-Jacques-des-Arrêts Saint-Mamert Trades | 1. Januar            | Deux-Grosnes                             |                            |
| Auvergne-Rhône-Alpes | Rhône                | Jarnioux Porte des Pierres Dorées                                                   | 1. Januar            | Porte des Pierres Dorées                 |                            |
| Auvergne-Rhône-Alpes | Rhône                | Dareizé Les Olmes Pontcharra-sur-Turdine Saint-Loup                                 | 1. Januar            | Vindry-sur-Turdine                       |                            |
| Auvergne-Rhône-Alpes | Savoie               |                                                                                     | 1. Januar            | Aigueblanche Le Bois Saint-Oyen          | Grand-Aigueblanche         |
| Auvergne-Rhône-Alpes | Savoie               | Bonneval Feissons-sur-Isère La Léchère                                              | 1. Januar            | La Léchère                               |                            |
| Auvergne-Rhône-Alpes | Savoie               | Hermillon Le Châtel Pontamafrey-Montpascal                                          | 1. Januar            | La Tour-en-Maurienne                     |                            |
| Auvergne-Rhône-Alpes | Savoie               | Les Belleville Saint-Jean-de-Belleville                                             | 1. Januar            | Les Belleville                           |                            |
| Auvergne-Rhône-Alpes | Savoie               | Francin Les Marches                                                                 | 1. Januar            | Porte-de-Savoie                          |                            |
| Auvergne-Rhône-Alpes | Savoie               | Gresin Saint-Genix-sur-Guiers Saint-Maurice-de-Rotherens                            | 1. Januar            | Saint-Genix-les-Villages                 |                            |
| Auvergne-Rhône-Alpes | Savoie               | Aiguebelle Randens                                                                  | 1. Januar            | Val-d’Arc                                |                            |
| Auvergne-Rhône-Alpes | Savoie               | Étable La Rochette                                                                  | 1. Januar            | Valgelon-La Rochette                     |                            |
| Auvergne-Rhône-Alpes | Haute-Savoie         |                                                                                     | 1. Januar            | Entremont Le Petit-Bornand-les-Glières   | Glières-Val-de-Borne       |
| Auvergne-Rhône-Alpes | Haute-Savoie         | Val-de-Fier Vallières                                                               | 1. Januar            | Vallières-sur-Fier                       |                            |
| Auvergne-Rhône-Alpes | Auvergne-Rhône-Alpes | Auvergne-Rhône-Alpes                                                                | Auvergne-Rhône-Alpes | 101 fusionierte Gemeinden                | 39 Gemeindefusionen        |

| Region                  | Departement             | Karte                                             | Datum                             | Gemeinden vor der Mutation            | Gemeinde nach der Mutation |
| ----------------------- | ----------------------- | ------------------------------------------------- | --------------------------------- | ------------------------------------- | -------------------------- |
| Bourgogne-Franche-Comté | Côte-d’Or               |                                                   | 1. Januar                         | Bierre-lès-Semur Flée                 | Le Val-Larrey              |
| Bourgogne-Franche-Comté | Côte-d’Or               | Longeault Pluvault                                | 1. Januar                         | Longeault-Pluvault                    |                            |
| Bourgogne-Franche-Comté | Côte-d’Or               | Tart-l’Abbaye Tart-le-Haut                        | 1. Januar                         | Tart                                  |                            |
| Bourgogne-Franche-Comté | Côte-d’Or               | Clémencey Quemigny-Poisot                         | 1. Januar                         | Valforêt                              |                            |
| Bourgogne-Franche-Comté | Côte-d’Or               | 28. Februar                                       | Collonges-lès-Premières Premières | Collonges-et-Premières                |                            |
| Bourgogne-Franche-Comté | Côte-d’Or               | 28. Februar                                       | Crimolois Neuilly-lès-Dijon       | Neuilly-Crimolois                     |                            |
| Bourgogne-Franche-Comté | Doubs                   |                                                   | 1. Januar                         | Arguel Fontain                        | Fontain                    |
| Bourgogne-Franche-Comté | Doubs                   | Chaux-lès-Clerval Pays de Clerval                 | 1. Januar                         | Pays-de-Clerval                       |                            |
| Bourgogne-Franche-Comté | Doubs                   | Foucherans Tarcenay                               | 1. Januar                         | Tarcenay-Foucherans                   |                            |
| Bourgogne-Franche-Comté | Jura                    |                                                   | 1. Januar                         | Beaufort Orbagna                      | Beaufort-Orbagna           |
| Bourgogne-Franche-Comté | Jura                    | Chassal Molinges                                  | 1. Januar                         | Chassal-Molinges                      |                            |
| Bourgogne-Franche-Comté | Jura                    | Dampierre Le Petit-Mercey                         | 1. Januar                         | Dampierre                             |                            |
| Bourgogne-Franche-Comté | Jura                    | Bréry Domblans                                    | 1. Januar                         | Domblans                              |                            |
| Bourgogne-Franche-Comté | Jura                    | Château-des-Prés Grande-Rivière                   | 1. Januar                         | Grande-Rivière Château                |                            |
| Bourgogne-Franche-Comté | Jura                    | Lavans-lès-Saint-Claude Pratz                     | 1. Januar                         | Lavans-lès-Saint-Claude               |                            |
| Bourgogne-Franche-Comté | Jura                    | Les Trois Châteaux Saint-Jean-d’Étreux            | 1. Januar                         | Les Trois-Châteaux                    |                            |
| Bourgogne-Franche-Comté | Jura                    | Les Piards Nanchez Villard-sur-Bienne             | 1. Januar                         | Nanchez                               |                            |
| Bourgogne-Franche-Comté | Jura                    | Cézia Chemilla Lavans-sur-Valouse Saint-Hymetière | 1. Januar                         | Saint-Hymetière-sur-Valouse           |                            |
| Bourgogne-Franche-Comté | Haute-Saône             |                                                   | 1. Januar                         | Fougerolles Saint-Valbert             | Fougerolles-Saint-Valbert  |
| Bourgogne-Franche-Comté | Haute-Saône             | Héricourt Tavey                                   | 1. Januar                         | Héricourt                             |                            |
| Bourgogne-Franche-Comté | Haute-Saône             | Motey-sur-Saône Seveux                            | 1. Januar                         | Seveux-Motey                          |                            |
| Bourgogne-Franche-Comté | Saône-et-Loire          |                                                   | 1. Januar                         | Brandon Clermain Montagny-sur-Grosne  | Navour-sur-Grosne          |
| Bourgogne-Franche-Comté | Yonne                   |                                                   | 1. Januar                         | Cisery Guillon Sceaux Trévilly Vignes | Guillon-Terre-Plaine       |
| Bourgogne-Franche-Comté | Yonne                   | Sainte-Colombe-sur-Loing Treigny                  | 1. Januar                         | Treigny-Perreuse-Sainte-Colombe       |                            |
| Bourgogne-Franche-Comté | Territoire de Belfort   |                                                   | 1. Januar                         | Meroux Moval                          | Meroux-Moval               |
| Bourgogne-Franche-Comté | Bourgogne-Franche-Comté | Bourgogne-Franche-Comté                           | Bourgogne-Franche-Comté           | 57 fusionierte Gemeinden              | 25 Gemeindefusionen        |

| Region   | Departement     | Karte                                                                          | Datum     | Gemeinden vor der Mutation | Gemeinde nach der Mutation |
| -------- | --------------- | ------------------------------------------------------------------------------ | --------- | -------------------------- | -------------------------- |
| Bretagne | Côtes-d’Armor   |                                                                                | 1. Januar | Châtelaudren Plouagat      | Châtelaudren-Plouagat      |
| Bretagne | Côtes-d’Armor   | Lamballe Morieux Planguenoual                                                  | 1. Januar | Lamballe-Armor             |                            |
| Bretagne | Côtes-d’Armor   | Hengoat La Roche-Derrien Pommerit-Jaudy Pouldouran                             | 1. Januar | La Roche-Jaudy             |                            |
| Bretagne | Côtes-d’Armor   | Langast Plouguenast                                                            | 1. Januar | Plouguenast-Langast        |                            |
| Bretagne | Finistère       |                                                                                | 1. Januar | Le Ponthou Plouigneau      | Plouigneau                 |
| Bretagne | Finistère       | Locmaria-Berrien Poullaouen                                                    | 1. Januar | Poullaouen                 |                            |
| Bretagne | Ille-et-Vilaine |                                                                                | 1. Januar | Dompierre-du-Chemin Luitré | Luitré-Dompierre           |
| Bretagne | Ille-et-Vilaine | Lanhélin Saint-Pierre-de-Plesguen Tressé                                       | 1. Januar | Mesnil-Roc’h               |                            |
| Bretagne | Ille-et-Vilaine | Montauban-de-Bretagne Saint-M’Hervon                                           | 1. Januar | Montauban-de-Bretagne      |                            |
| Bretagne | Ille-et-Vilaine | Chancé Piré-sur-Seiche                                                         | 1. Januar | Piré-Chancé                |                            |
| Bretagne | Ille-et-Vilaine | Saint-Georges-de-Chesné Saint-Jean-sur-Couesnon Saint-Marc-sur-Couesnon Vendel | 1. Januar | Rives-du-Couesnon          |                            |
| Bretagne | Ille-et-Vilaine | Baillé Saint-Marc-le-Blanc                                                     | 1. Januar | Saint-Marc-le-Blanc        |                            |
| Bretagne | Ille-et-Vilaine | Antrain La Fontenelle Saint-Ouen-la-Rouërie Tremblay                           | 1. Januar | Val-Couesnon               |                            |
| Bretagne | Morbihan        |                                                                                | 1. Januar | Lanouée Les Forges         | Forges de Lanouée          |
| Bretagne | Morbihan        | Monterrein Ploërmel                                                            | 1. Januar | Ploërmel                   |                            |
| Bretagne | Morbihan        | Bieuzy Pluméliau                                                               | 1. Januar | Pluméliau-Bieuzy           |                            |
| Bretagne | Bretagne        | Bretagne                                                                       | Bretagne  | 40 fusionierte Gemeinden   | 16 Gemeindefusionen        |

| Region              | Departement         | Karte                                   | Datum               | Gemeinden vor der Mutation                         | Gemeinde nach der Mutation |
| ------------------- | ------------------- | --------------------------------------- | ------------------- | -------------------------------------------------- | -------------------------- |
| Centre-Val de Loire | Cher                |                                         | 1. Januar           | Baugy Laverdines Saligny-le-Vif                    | Baugy                      |
| Centre-Val de Loire | Cher                | Corquoy Sainte-Lunaise                  | 1. Januar           | Corquoy                                            |                            |
| Centre-Val de Loire | Eure-et-Loir        |                                         | 1. Januar           | Brunelles Coudreceau Margon                        | Arcisses                   |
| Centre-Val de Loire | Eure-et-Loir        | Authon-du-Perche Soizé                  | 1. Januar           | Authon-du-Perche                                   |                            |
| Centre-Val de Loire | Eure-et-Loir        | Eole-en-Beauce Villeau                  | 1. Januar           | Éole-en-Beauce                                     |                            |
| Centre-Val de Loire | Eure-et-Loir        | Allaines-Mervilliers Janville Le Puiset | 1. Januar           | Janville-en-Beauce                                 |                            |
| Centre-Val de Loire | Eure-et-Loir        | Lanneray Saint-Denis-les-Ponts          | 1. Januar           | Saint-Denis-Lanneray                               |                            |
| Centre-Val de Loire | Eure-et-Loir        | Frétigny Saint-Denis-d’Authou           | 1. Januar           | Saintigny                                          |                            |
| Centre-Val de Loire | Indre               |                                         | 1. Januar           | Levroux Saint-Pierre-de-Lamps                      | Levroux                    |
| Centre-Val de Loire | Indre               | Faverolles-en-Berry Villentrois         | 1. Januar           | Villentrois-Faverolles-en-Berry                    |                            |
| Centre-Val de Loire | Loir-et-Cher        |                                         | 1. Januar           | Contres Feings Fougères-sur-Bièvre Ouchamps Thenay | Le Controis-en-Sologne     |
| Centre-Val de Loire | Loir-et-Cher        | Couture-sur-Loir Tréhet                 | 1. Januar           | Vallée-de-Ronsard                                  |                            |
| Centre-Val de Loire | Loiret              |                                         | 1. März             | La Selle-sur-le-Bied Saint-Loup-de-Gonois          | La Selle-sur-le-Bied       |
| Centre-Val de Loire | Centre-Val de Loire | Centre-Val de Loire                     | Centre-Val de Loire | 32 fusionierte Gemeinden                           | 13 Gemeindefusionen        |

| Region    | Departement        | Karte                         | Datum     | Gemeinden vor der Mutation              | Gemeinde nach der Mutation     |
| --------- | ------------------ | ----------------------------- | --------- | --------------------------------------- | ------------------------------ |
| Grand Est | Ardennes           |                               | 1. Januar | Balaives-et-Butz Boutancourt Élan Flize | Flize                          |
| Grand Est | Haute-Marne        |                               | 1. Januar | Bourmont-entre-Meuse-et-Mouzon Goncourt | Bourmont-entre-Meuse-et-Mouzon |
| Grand Est | Meurthe-et-Moselle |                               | 1. Januar | Sexey-les-Bois Velaine-en-Haye          | Bois-de-Haye                   |
| Grand Est | Meuse              |                               | 1. Januar | Baudignécourt Demange-aux-Eaux          | Demange-Baudignécourt          |
| Grand Est | Meuse              | Douaumont Vaux-devant-Damloup | 1. Januar | Douaumont-Vaux                          |                                |
| Grand Est | Moselle            |                               | 1. Januar | Manderen Ritzing                        | Manderen-Ritzing               |
| Grand Est | Moselle            | Rezonville Vionville          | 1. Januar | Rezonville-Vionville                    |                                |
| Grand Est | Bas-Rhin           |                               | 1. Januar | Auenheim Rountzenheim                   | Rountzenheim-Auenheim          |
| Grand Est | Bas-Rhin           | Ringeldorf Val de Moder       | 1. Januar | Val-de-Moder                            |                                |
| Grand Est | Grand Est          | Grand Est                     | Grand Est | 20 fusionierte Gemeinden                | 9 Gemeindefusionen             |

| Region          | Departement     | Karte                                                 | Datum           | Gemeinden vor der Mutation        | Gemeinde nach der Mutation |
| --------------- | --------------- | ----------------------------------------------------- | --------------- | --------------------------------- | -------------------------- |
| Hauts-de-France | Aisne           |                                                       | 1. Januar       | Anizy-le-Château Faucoucourt Lizy | Anizy-le-Grand             |
| Hauts-de-France | Aisne           | Cessières Suzy                                        | 1. Januar       | Cessières-Suzy                    |                            |
| Hauts-de-France | Aisne           | Guignicourt Menneville                                | 1. Januar       | Villeneuve-sur-Aisne              |                            |
| Hauts-de-France | Oise            |                                                       | 1. Januar       | Boutavent Formerie                | Formerie                   |
| Hauts-de-France | Oise            | Boissy-le-Bois Énencourt-le-Sec Hardivillers-en-Vexin | 1. Januar       | La Corne en Vexin                 |                            |
| Hauts-de-France | Oise            | Beaumont-les-Nonains La Neuville-Garnier Villotran    | 1. Januar       | Les Hauts Talican                 |                            |
| Hauts-de-France | Oise            | Bachivillers Fresneaux-Montchevreuil                  | 1. Januar       | Montchevreuil                     |                            |
| Hauts-de-France | Oise            | Ognon Villers-Saint-Frambourg                         | 1. Januar       | Villers-Saint-Frambourg-Ognon     |                            |
| Hauts-de-France | Pas-de-Calais   |                                                       | 1. Januar       | Bonnières Canteleux               | Bonnières                  |
| Hauts-de-France | Somme           |                                                       | 1. Januar       | Carnoy Mametz                     | Carnoy-Mametz              |
| Hauts-de-France | Somme           | Grécourt Hombleux                                     | 1. Januar       | Hombleux                          |                            |
| Hauts-de-France | Somme           | Marchélepot Misery                                    | 1. Januar       | Marchélepot-Misery                |                            |
| Hauts-de-France | Somme           | Lœuilly Neuville-lès-Lœuilly Tilloy-lès-Conty         | 1. Januar       | Ô-de-Selle                        |                            |
| Hauts-de-France | Somme           | Contoire Hargicourt Pierrepont-sur-Avre               | 1. Januar       | Trois-Rivières                    |                            |
| Hauts-de-France | Hauts-de-France | Hauts-de-France                                       | Hauts-de-France | 33 fusionierte Gemeinden          | 14 Gemeindefusionen        |

| Region        | Departement    | Karte                            | Datum         | Gemeinden vor der Mutation | Gemeinde nach der Mutation |
| ------------- | -------------- | -------------------------------- | ------------- | -------------------------- | -------------------------- |
| Île-de-France | Seine-et-Marne |                                  | 1. Januar     | Beautheil Saints           | Beautheil-Saints           |
| Île-de-France | Seine-et-Marne | Chenoise Cucharmoy               | 1. Januar     | Chenoise-Cucharmoy         |                            |
| Île-de-France | Seine-et-Marne | Saint-Ange-le-Viel Villemaréchal | 1. Januar     | Villemaréchal              |                            |
| Île-de-France | Yvelines       |                                  | 1. Januar     | Le Chesnay Rocquencourt    | Le Chesnay-Rocquencourt    |
| Île-de-France | Yvelines       | Jeufosse Port-Villez             | 1. Januar     | Notre-Dame-de-la-Mer       |                            |
| Île-de-France | Yvelines       | Fourqueux Saint-Germain-en-Laye  | 1. Januar     | Saint-Germain-en-Laye      |                            |
| Île-de-France | Essonne        |                                  | 1. Januar     | Courcouronnes Évry         | Évry-Courcouronnes         |
| Île-de-France | Essonne        | Estouches Méréville              | 1. Januar     | Le Mérévillois             |                            |
| Île-de-France | Île-de-France  | Île-de-France                    | Île-de-France | 16 fusionierte Gemeinden   | 8 Gemeindefusionen         |

| Region    | Departement    | Karte | Datum     | Gemeinden vor der Mutation                                      | Gemeinde nach der Mutation |
| --------- | -------------- | --- | --------- | --------------------------------------------------------------- | -------------------------- |
| Normandie | Calvados       | | 1. Januar | Cambremer Saint-Laurent-du-Mont                                 | Cambremer                  |
| Normandie | Calvados       | Hubert-Folie Rocquancourt Tilly-la-Campagne                                                                               | 1. Januar | Castine-en-Plaine                                               |                            |
| Normandie | Calvados       | Acqueville Angoville Cesny-Bois-Halbout Placy Tournebu                                                                    | 1. Januar | Cesny-les-Sources                                               |                            |
| Normandie | Calvados       | Garcelles-Secqueville Saint-Aignan-de-Cramesnil                                                                           | 1. Januar | Le Castelet                                                     |                            |
| Normandie | Calvados       | Goupillières Trois-Monts                                                                                                  | 1. Januar | Montillières-sur-Orne                                           |                            |
| Normandie | Calvados       | Coudray-Rabut Pont-l’Évêque                                                                                               | 1. Januar | Pont-l’Évêque                                                   |                            |
| Normandie | Eure           | | 1. Januar | Boisemont Corny Fresne-l’Archevêque                             | Frenelles-en-Vexin         |
| Normandie | Eure           | Champignolles La Vieille-Lyre                                                                                             | 1. Januar | La Vieille-Lyre                                                 |                            |
| Normandie | Eure           | Saint-Georges-du-Mesnil Saint-Jean-de-la-Léqueraye                                                                        | 1. Januar | Le Mesnil-Saint-Jean                                            |                            |
| Normandie | Eure           | Fourmetot Saint-Ouen-des-Champs Saint-Thurien                                                                             | 1. Januar | Le Perrey                                                       |                            |
| Normandie | Eure           | Buis-sur-Damville Grandvilliers Mesnils-sur-Iton Roman                                                                    | 1. Januar | Mesnils-sur-Iton                                                |                            |
| Normandie | Eure           | Saint-Aubin-le-Vertueux Saint-Clair-d’Arcey Saint-Quentin-des-Isles                                                       | 1. Januar | Treis-Sants-en-Ouche                                            |                            |
| Normandie | Manche         | | 1. Januar | Avranches Saint-Martin-des-Champs                               | Avranches                  |
| Normandie | Manche         | Bourgvallées Le Mesnil-Herman Soulles                                                                                     | 1. Januar | Bourgvallées                                                    |                            |
| Normandie | Manche         | Brucheville Carentan les Marais Catz Montmartin-en-Graignes Saint-Hilaire-Petitville Vierville                            | 1. Januar | Carentan-les-Marais                                             |                            |
| Normandie | Manche         | Gavray Le Mesnil-Amand Le Mesnil-Rogues Sourdeval-les-Bois                                                                | 1. Januar | Gavray-sur-Sienne                                               |                            |
| Normandie | Manche         | Anneville-sur-Mer Gouville-sur-Mer Montsurvent Servigny                                                                   | 1. Januar | Gouville-sur-Mer                                                |                            |
| Normandie | Manche         | Denneville Portbail Saint-Lô-d’Ourville                                                                                   | 1. Januar | Port-Bail-sur-Mer                                               |                            |
| Normandie | Manche         | Morsalines Quettehou | 1. Januar | Quettehou                                                       |                            |
| Normandie | Manche         | Contrières Guéhébert Hérenguerville Quettreville-sur-Sienne Trelly                                                        | 1. Januar | Quettreville-sur-Sienne                                         |                            |
| Normandie | Manche         | Carquebut Ravenoville Sainte-Mère-Église                                                                                  | 1. Januar | Sainte-Mère-Église                                              |                            |
| Normandie | Manche         | Ancteville La Ronde-Haye Le Mesnilbus Saint-Aubin-du-Perron Saint-Michel-de-la-Pierre Saint-Sauveur-Lendelin Vaudrimesnil | 1. Januar | Saint-Sauveur-Villages                                          |                            |
| Normandie | Manche         | La Gohannière Tirepied | 1. Januar | Tirepied-sur-Sée                                                |                            |
| Normandie | Orne           | | 1. Januar | Fontenai-les-Louvets Livaie Longuenoë Saint-Didier-sous-Écouves | L’Orée-d’Écouves           |
| Normandie | Orne           | Mortrée Saint-Hilaire-la-Gérard                                                                                           | 1. Januar | Mortrée                                                         |                            |
| Normandie | Seine-Maritime | | 1. Januar | Autretot Veauville-lès-Baons                                    | Les Hauts-de-Caux          |
| Normandie | Seine-Maritime | Auffay Cressy Sévis | 1. Januar | Val-de-Scie                                                     |                            |
| Normandie | Normandie      | Normandie | Normandie | 85 fusionierte Gemeinden                                        | 27 Gemeindefusionen        |

| Region             | Departement        | Karte | Datum              | Gemeinden vor der Mutation                                                                                               | Gemeinde nach der Mutation |
| ------------------ | ------------------ | --- | ------------------ | --- | -------------------------- |
| Nouvelle-Aquitaine | Charente           | | 1. Januar          | Aigre Villejésus | Aigre                      |
| Nouvelle-Aquitaine | Charente           | Côteaux du Blanzacais Saint-Léger                                                                           | 1. Januar          | Coteaux-du-Blanzacais |                            |
| Nouvelle-Aquitaine | Charente           | Courcôme Tuzie Villegats                                                                                    | 1. Januar          | Courcôme |                            |
| Nouvelle-Aquitaine | Charente           | La Rochefoucauld Saint-Projet-Saint-Constant                                                                | 1. Januar          | La Rochefoucauld-en-Angoumois                                                                                            |                            |
| Nouvelle-Aquitaine | Charente           | Gondeville Mainxe                                                                                           | 1. Januar          | Mainxe-Gondeville |                            |
| Nouvelle-Aquitaine | Charente           | Rancogne Vilhonneur                                                                                         | 1. Januar          | Moulins-sur-Tardoire |                            |
| Nouvelle-Aquitaine | Charente           | Gourville Rouillac                                                                                          | 1. Januar          | Rouillac |                            |
| Nouvelle-Aquitaine | Charente           | Genouillac La Péruse Mazières Roumazières-Loubert Suris                                                     | 1. Januar          | Terres-de-Haute-Charente                                                                                                 |                            |
| Nouvelle-Aquitaine | Charente           | Anville Auge-Saint-Médard Bonneville Montigné                                                               | 1. Januar          | Val-d’Auge |                            |
| Nouvelle-Aquitaine | Charente-Maritime  | | 1. Januar          | Hiers-Brouage Marennes                                                                                                   | Marennes-Hiers-Brouage     |
| Nouvelle-Aquitaine | Charente-Maritime  | La Frédière Saint-Hilaire-de-Villefranche                                                                   | 1. Januar          | Saint-Hilaire-de-Villefranche                                                                                            |                            |
| Nouvelle-Aquitaine | Corrèze            | | 1. Januar          | Beaulieu-sur-Dordogne Brivezac                                                                                           | Beaulieu-sur-Dordogne      |
| Nouvelle-Aquitaine | Corrèze            | Lagarde-Enval Marc-la-Tour                                                                                  | 1. Januar          | Lagarde-Marc-la-Tour |                            |
| Nouvelle-Aquitaine | Corrèze            | Laguenne Saint-Bonnet-Avalouze                                                                              | 1. Januar          | Laguenne-sur-Avalouze |                            |
| Nouvelle-Aquitaine | Creuse             | | 1. Januar          | Linard Malval | Linard-Malval              |
| Nouvelle-Aquitaine | Creuse             | Masbaraud-Mérignat Saint-Dizier-Leyrenne                                                                    | 1. Januar          | Saint-Dizier-Masbaraud                                                                                                   |                            |
| Nouvelle-Aquitaine | Dordogne           | | 1. Januar          | Brantôme en Périgord Cantillac Eyvirat La Gonterie-Boulouneix Saint-Crépin-de-Richemont Sencenac-Puy-de-Fourches Valeuil | Brantôme en Périgord       |
| Nouvelle-Aquitaine | Dordogne           | Coly Saint-Amand-de-Coly                                                                                    | 1. Januar          | Coly-Saint-Amand |                            |
| Nouvelle-Aquitaine | Dordogne           | Laveyssière Maurens Saint-Jean-d’Eyraud Saint-Julien-de-Crempse                                             | 1. Januar          | Eyraud-Crempse-Maurens                                                                                                   |                            |
| Nouvelle-Aquitaine | Dordogne           | Les Eyzies-de-Tayac-Sireuil Manaurie Saint-Cirq                                                             | 1. Januar          | Les Eyzies |                            |
| Nouvelle-Aquitaine | Dordogne           | Sainte-Eulalie-d’Eymet Sainte-Innocence Saint-Julien-d’Eymet                                                | 1. Januar          | Saint-Julien-Innocence-Eulalie                                                                                           |                            |
| Nouvelle-Aquitaine | Dordogne           | Flaugeac Sigoulès                                                                                           | 1. Januar          | Sigoulès-et-Flaugeac |                            |
| Nouvelle-Aquitaine | Gironde            | | 1. Januar          | Blaignan Prignac-en-Médoc                                                                                                | Blaignan-Prignac           |
| Nouvelle-Aquitaine | Gironde            | Arbis Cantois                                                                                               | 1. Januar          | Porte-de-Benauge |                            |
| Nouvelle-Aquitaine | Gironde            | Marcillac Saint-Caprais-de-Blaye                                                                            | 1. Januar          | Val-de-Livenne |                            |
| Nouvelle-Aquitaine | Landes             | | 1. Januar          | Arjuzanx Garrosse Morcenx Sindères                                                                                       | Morcenx-la-Nouvelle        |
| Nouvelle-Aquitaine | Deux-Sèvres        | | 1. Januar          | Aigonnay Mougon-Thorigné Sainte-Blandine                                                                                 | Aigondigné                 |
| Nouvelle-Aquitaine | Deux-Sèvres        | Airvault Tessonnière                                                                                        | 1. Januar          | Airvault |                            |
| Nouvelle-Aquitaine | Deux-Sèvres        | La Chapelle-Thireuil Le Beugnon                                                                             | 1. Januar          | Beugnon-Thireuil |                            |
| Nouvelle-Aquitaine | Deux-Sèvres        | Celles-sur-Belle Saint-Médard                                                                               | 1. Januar          | Celles-sur-Belle |                            |
| Nouvelle-Aquitaine | Deux-Sèvres        | Chef-Boutonne Crézières La Bataille Tillou                                                                  | 1. Januar          | Chef-Boutonne |                            |
| Nouvelle-Aquitaine | Deux-Sèvres        | Chail Sompt                                                                                                 | 1. Januar          | Fontivillié |                            |
| Nouvelle-Aquitaine | Deux-Sèvres        | Chantecorps Coutières                                                                                       | 1. Januar          | Les Châteliers |                            |
| Nouvelle-Aquitaine | Deux-Sèvres        | Argenton-l’Église Bouillé-Loretz                                                                            | 1. Januar          | Loretz-d’Argenton |                            |
| Nouvelle-Aquitaine | Deux-Sèvres        | Pouffonds Saint-Génard                                                                                      | 1. Januar          | Marcillé |                            |
| Nouvelle-Aquitaine | Deux-Sèvres        | Mazières-sur-Béronne Melle Paizay-le-Tort Saint-Léger-de-la-Martinière Saint-Martin-lès-Melle               | 1. Januar          | Melle |                            |
| Nouvelle-Aquitaine | Deux-Sèvres        | La Chapelle-Saint-Étienne Le Breuil-Bernard Moncoutant Moutiers-sous-Chantemerle Pugny Saint-Jouin-de-Milly | 1. Januar          | Moncoutant-sur-Sèvre |                            |
| Nouvelle-Aquitaine | Deux-Sèvres        | Brie (Deux-Sèvres) Oiron Saint-Jouin-de-Marnes Taizé-Maulais                                                | 1. Januar          | Plaine-et-Vallées |                            |
| Nouvelle-Aquitaine | Deux-Sèvres        | La Couarde Prailles                                                                                         | 1. Januar          | Prailles-La Couarde |                            |
| Nouvelle-Aquitaine | Deux-Sèvres        | Saint-Pardoux Soutiers                                                                                      | 1. Januar          | Saint-Pardoux-Soutiers                                                                                                   |                            |
| Nouvelle-Aquitaine | Deux-Sèvres        | Mauzé-Thouarsais Missé Sainte-Radegonde Thouars                                                             | 1. Januar          | Thouars |                            |
| Nouvelle-Aquitaine | Deux-Sèvres        | Ardilleux Bouin Hanc Pioussay                                                                               | 1. Januar          | Valdelaume |                            |
| Nouvelle-Aquitaine | Deux-Sèvres        | Priaires Thorigny-sur-le-Mignon Usseau                                                                      | 1. Januar          | Val-du-Mignon |                            |
| Nouvelle-Aquitaine | Vienne             | | 1. Januar          | Benassay La Chapelle-Montreuil Lavausseau Montreuil-Bonnin                                                               | Boivre-la-Vallée           |
| Nouvelle-Aquitaine | Vienne             | Saint Martin la Pallu Varennes                                                                              | 1. Januar          | Saint-Martin-la-Pallu |                            |
| Nouvelle-Aquitaine | Vienne             | Ceaux-en-Couhé Châtillon Couhé Payré Vaux                                                                   | 1. Januar          | Valence-en-Poitou |                            |
| Nouvelle-Aquitaine | Haute-Vienne       | | 1. Januar          | Roussac Saint-Pardoux Saint-Symphorien-sur-Couze                                                                         | Saint-Pardoux-le-Lac       |
| Nouvelle-Aquitaine | Haute-Vienne       | Bussière-Poitevine Darnac Saint-Barbant Thiat                                                               | 1. Januar          | Val-d’Oire-et-Gartempe                                                                                                   |                            |
| Nouvelle-Aquitaine | Nouvelle-Aquitaine | Nouvelle-Aquitaine                                                                                          | Nouvelle-Aquitaine | 138 fusionierte Gemeinden                                                                                                | 48 Gemeindefusionen        |

| Region     | Departement     | Karte                                                          | Datum      | Gemeinden vor der Mutation                                                            | Gemeinde nach der Mutation |
| ---------- | --------------- | -------------------------------------------------------------- | ---------- | ------------------------------------------------------------------------------------- | -------------------------- |
| Okzitanien | Ariège          |                                                                | 1. Januar  | Aulos Sinsat                                                                          | Aulos-Sinsat               |
| Okzitanien | Ariège          | Goulier Sem Suc-et-Sentenac Vicdessos                          | 1. Januar  | Val-de-Sos                                                                            |                            |
| Okzitanien | Aude            |                                                                | 1. Januar  | Conilhac-de-la-Montagne Roquetaillade                                                 | Roquetaillade-et-Conilhac  |
| Okzitanien | Aude            | Montlaur Pradelles-en-Val                                      | 1. Januar  | Val-de-Dagne                                                                          |                            |
| Okzitanien | Aude            | Fa Rouvenac                                                    | 1. Januar  | Val-du-Faby                                                                           |                            |
| Okzitanien | Gard            |                                                                | 1. Januar  | Bréau-et-Salagosse Mars                                                               | Bréau-Mars                 |
| Okzitanien | Gard            | Notre-Dame-de-la-Rouvière Valleraugue                          | 1. Januar  | Val-d’Aigoual                                                                         |                            |
| Okzitanien | Haute-Garonne   |                                                                | 1. Januar  | Lez Saint-Béat                                                                        | Saint-Béat-Lez             |
| Okzitanien | Gers            |                                                                | 1. Januar  | Cannet Riscle                                                                         | Riscle                     |
| Okzitanien | Hérault         |                                                                | 1. Januar  | Saint-Christol Vérargues                                                              | Entre-Vignes               |
| Okzitanien | Lot             |                                                                | 1. Januar  | Bagat-en-Quercy Saint-Daunès Saint-Pantaléon                                          | Barguelonne-en-Quercy      |
| Okzitanien | Lot             | Cressensac Sarrazac                                            | 1. Januar  | Cressensac-Sarrazac                                                                   |                            |
| Okzitanien | Lot             | Cazillac Les Quatre-Routes-du-Lot                              | 1. Januar  | Le Vignon-en-Quercy                                                                   |                            |
| Okzitanien | Lot             | Fargues Le Boulvé Saint-Matré Saux                             | 1. Januar  | Porte-du-Quercy                                                                       |                            |
| Okzitanien | Lozère          |                                                                | 1. Januar  | Chambon-le-Château Saint-Symphorien                                                   | Bel-Air-Val-d’Ance         |
| Okzitanien | Lozère          | Lachamp Ribennes                                               | 1. Januar  | Lachamp-Ribennes                                                                      |                            |
| Okzitanien | Lozère          | Estables La Villedieu Rieutort-de-Randon Saint-Amans Servières | 1. Januar  | Monts-de-Randon                                                                       |                            |
| Okzitanien | Hautes-Pyrénées |                                                                | 1. Januar  | Beyrède-Jumet Camous                                                                  | Beyrède-Jumet-Camous       |
| Okzitanien | Tarn            |                                                                | 1. Januar  | Le Travet Ronel Roumégoux Saint-Antonin-de-Lacalm Saint-Lieux-Lafenasse Terre-Clapier | Terre-de-Bancalié          |
| Okzitanien | Okzitanien      | Okzitanien                                                     | Okzitanien | 50 fusionierte Gemeinden                                                              | 19 Gemeindefusionen        |

| Region           | Departement      | Karte                                                                             | Datum            | Gemeinden vor der Mutation                                                  | Gemeinde nach der Mutation |
| ---------------- | ---------------- | --------------------------------------------------------------------------------- | ---------------- | --------------------------------------------------------------------------- | -------------------------- |
| Pays de la Loire | Loire-Atlantique |                                                                                   | 1. Januar        | Ancenis Saint-Géréon                                                        | Ancenis-Saint-Géréon       |
| Pays de la Loire | Maine-et-Loire   |                                                                                   | 1. Januar        | Brézé Chacé Saint-Cyr-en-Bourg                                              | Bellevigne-les-Châteaux    |
| Pays de la Loire | Maine-et-Loire   | Huillé Lézigné                                                                    | 1. Januar        | Huillé-Lézigné                                                              |                            |
| Pays de la Loire | Maine-et-Loire   | Châteauneuf-sur-Sarthe Les Hauts d’Anjou                                          | 1. Januar        | Les Hauts-d’Anjou                                                           |                            |
| Pays de la Loire | Maine-et-Loire   | Soucelles Villevêque                                                              | 1. Januar        | Rives-du-Loir-en-Anjou                                                      |                            |
| Pays de la Loire | Maine-et-Loire   | Saint-Jean-de-Linières Saint-Léger-des-Bois                                       | 1. Januar        | Saint-Léger-de-Linières                                                     |                            |
| Pays de la Loire | Mayenne          |                                                                                   | 1. Januar        | Argenton-Notre-Dame Bierné Saint-Laurent-des-Mortiers Saint-Michel-de-Feins | Bierné-les-Villages        |
| Pays de la Loire | Mayenne          | Azé Château-Gontier Saint-Fort                                                    | 1. Januar        | Château-Gontier-sur-Mayenne                                                 |                            |
| Pays de la Loire | Mayenne          | Châtres-la-Forêt Évron Saint-Christophe-du-Luat                                   | 1. Januar        | Évron                                                                       |                            |
| Pays de la Loire | Mayenne          | Gennes-sur-Glaize Longuefuye                                                      | 1. Januar        | Gennes-Longuefuye                                                           |                            |
| Pays de la Loire | Mayenne          | Loigné-sur-Mayenne Saint-Sulpice                                                  | 1. Januar        | La Roche-Neuville                                                           |                            |
| Pays de la Loire | Mayenne          | Deux-Évailles Montourtier Montsûrs-Saint-Céneré Saint-Ouën-des-Vallons            | 1. Januar        | Montsûrs                                                                    |                            |
| Pays de la Loire | Sarthe           |                                                                                   | 1. Januar        | Bernay-en-Champagne Neuvy-en-Champagne                                      | Bernay-Neuvy-en-Champagne  |
| Pays de la Loire | Sarthe           | Cherré Cherreau                                                                   | 1. Januar        | Cherré-Au                                                                   |                            |
| Pays de la Loire | Sarthe           | Coulombiers Fresnay-sur-Sarthe Saint-Germain-sur-Sarthe                           | 1. Januar        | Fresnay-sur-Sarthe                                                          |                            |
| Pays de la Loire | Sarthe           | Dissé-sous-Ballon Marolles-les-Braults                                            | 1. Januar        | Marolles-les-Braults                                                        |                            |
| Pays de la Loire | Sarthe           | Évaillé Sainte-Osmane                                                             | 1. Januar        | Val d’Étangson                                                              |                            |
| Pays de la Loire | Vendée           |                                                                                   | 1. Januar        | Chambretaud La Verrie                                                       | Chanverrie                 |
| Pays de la Loire | Vendée           | Château-d’Olonne Les Sables-d’Olonne Olonne-sur-Mer                               | 1. Januar        | Les Sables-d’Olonne                                                         |                            |
| Pays de la Loire | Vendée           | Le Poiré-sur-Velluire Velluire                                                    | 1. Januar        | Les Velluire-sur-Vendée                                                     |                            |
| Pays de la Loire | Vendée           | Boufféré La Guyonnière Montaigu Saint-Georges-de-Montaigu Saint-Hilaire-de-Loulay | 1. Januar        | Montaigu-Vendée                                                             |                            |
| Pays de la Loire | Vendée           | Nieul-sur-l’Autise Oulmes                                                         | 1. Januar        | Rives-d’Autise                                                              |                            |
| Pays de la Loire | Pays de la Loire | Pays de la Loire                                                                  | Pays de la Loire | 56 fusionierte Gemeinden                                                    | 22 Gemeindefusionen        |

| Region                     | Departement                | Karte                      | Datum                      | Gemeinden vor der Mutation | Gemeinde nach der Mutation |
| -------------------------- | -------------------------- | -------------------------- | -------------------------- | -------------------------- | -------------------------- |
| Provence-Alpes-Côte d’Azur | Hautes-Alpes               |                            | 1. Januar                  | Abriès Ristolas            | Abriès-Ristolas            |
| Provence-Alpes-Côte d’Azur | Provence-Alpes-Côte d’Azur | Provence-Alpes-Côte d’Azur | Provence-Alpes-Côte d’Azur | 2 fusionierte Gemeinden    | 1 Gemeindefusion           |

## 2018
Im Jahre 2018 fanden in ganz Frankreich 37 Gemeindefusionen statt. Dabei waren 95 Gemeinden betroffen. Durch die Fusionen verringerte sich die Anzahl der französischen Gemeinden von 35.285 auf 35.227.

### Départements-Anpassungen
Da eine Gemeinde nicht zwei unterschiedlichen Départements angehören darf, wurde es notwendig, wegen der folgenden zwei neuen Gemeinden die Départements anzupassen:
| Tessy-Bocage       | → Die Fläche der ehemaligen Gemeinde Pont-Farcy wechselt vom Département Calvados zum Département Manche.              |
| Vallons-de-l’Erdre | → Die Fläche der ehemaligen Gemeinde Freigné wechselt vom Département Maine-et-Loire zum Département Loire-Atlantique. |

### Arrondissements-Anpassungen
Da eine Gemeinde nicht zwei unterschiedlichen Arrondissements angehören darf, wurde es notwendig, wegen der folgenden zwei neuen Gemeinden die Arrondissements anzupassen:
| Tessy-Bocage       | → Die Fläche der ehemaligen Gemeinde Pont-Farcy wechselt vom Arrondissement Vire zum Arrondissement Saint-Lô.            |
| Vallons-de-l’Erdre | → Die Fläche der ehemaligen Gemeinde Freigné wechselt vom Arrondissement Segré zum Arrondissement Châteaubriant-Ancenis. |

### Kantons-Anpassungen
Bei Fusionen von Gemeinden aus unterschiedlichen Départements, wurde es notwendig, wegen der folgenden zwei neuen Gemeinden die Kantone anzupassen:
| Tessy-Bocage       | → Die Fläche der ehemaligen Gemeinde Pont-Farcy wechselt vom Kanton Vire zum Kanton Condé-sur-Vire. |
| Vallons-de-l’Erdre | → Die Fläche der ehemaligen Gemeinde Freigné wechselt vom Kanton Segré zum Kanton Ancenis.          |

### Details zu den Gemeindefusionen
| Region               | Departement          | Karte                | Datum                | Gemeinden vor der Mutation                              | Gemeinde nach der Mutation |
| -------------------- | -------------------- | -------------------- | -------------------- | ------------------------------------------------------- | -------------------------- |
| Auvergne-Rhône-Alpes | Ain                  |                      | 1. Januar            | Bâgé-la-Ville Dommartin                                 | Bâgé-Dommartin             |
| Auvergne-Rhône-Alpes | Rhône                |                      | 1. Januar            | Chassagny Saint-Andéol-le-Château Saint-Jean-de-Touslas | Beauvallon                 |
| Auvergne-Rhône-Alpes | Auvergne-Rhône-Alpes | Auvergne-Rhône-Alpes | Auvergne-Rhône-Alpes | 5 fusionierte Gemeinden                                 | 2 Gemeindefusionen         |

| Region                  | Departement             | Karte                      | Datum                   | Gemeinden vor der Mutation | Gemeinde nach der Mutation |
| ----------------------- | ----------------------- | -------------------------- | ----------------------- | -------------------------- | -------------------------- |
| Bourgogne-Franche-Comté | Doubs                   |                            | 1. Januar               | Bouclans Vauchamps         | Bouclans                   |
| Bourgogne-Franche-Comté | Doubs                   | Chaudefontaine Marchaux    | 1. Januar               | Marchaux-Chaudefontaine    |                            |
| Bourgogne-Franche-Comté | Jura                    |                            | 1. Januar               | Arinthod Chisséria         | Arinthod                   |
| Bourgogne-Franche-Comté | Jura                    | La Balme-d’Épy Val d’Épy   | 1. Januar               | Val-d’Épy                  |                            |
| Bourgogne-Franche-Comté | Jura                    | Valfin-sur-Valouse Vosbles | 1. Januar               | Vosbles-Valfin             |                            |
| Bourgogne-Franche-Comté | Bourgogne-Franche-Comté | Bourgogne-Franche-Comté    | Bourgogne-Franche-Comté | 10 fusionierte Gemeinden   | 5 Gemeindefusionen         |

| Region   | Departement   | Karte    | Datum     | Gemeinden vor der Mutation | Gemeinde nach der Mutation |
| -------- | ------------- | -------- | --------- | -------------------------- | -------------------------- |
| Bretagne | Côtes-d’Armor |          | 1. Januar | Dinan Léhon                | Dinan                      |
| Bretagne | Bretagne      | Bretagne | Bretagne  | 2 fusionierte Gemeinden    | 1 Gemeindefusion           |

| Region              | Departement         | Karte               | Datum               | Gemeinden vor der Mutation                 | Gemeinde nach der Mutation |
| ------------------- | ------------------- | ------------------- | ------------------- | ------------------------------------------ | -------------------------- |
| Centre-Val de Loire | Eure-et-Loir        |                     | 1. Januar           | Bullou Dangeau Mézières-au-Perche          | Dangeau                    |
| Centre-Val de Loire | Indre-et-Loire      |                     | 1. Januar           | Saint-Bauld Tauxigny                       | Tauxigny-Saint-Bauld       |
| Centre-Val de Loire | Loir-et-Cher        |                     | 1. Januar           | Arville Oigny Saint-Agil Saint-Avit Souday | Couëtron-au-Perche         |
| Centre-Val de Loire | Centre-Val de Loire | Centre-Val de Loire | Centre-Val de Loire | 10 fusionierte Gemeinden                   | 3 Gemeindefusionen         |

| Region    | Departement | Karte     | Datum     | Gemeinden vor der Mutation   | Gemeinde nach der Mutation |
| --------- | ----------- | --------- | --------- | ---------------------------- | -------------------------- |
| Grand Est | Marne       |           | 1. Januar | Gionges Oger Vertus Voipreux | Blancs-Coteaux             |
| Grand Est | Bas-Rhin    |           | 1. Januar | Geiswiller Zœbersdorf        | Geiswiller-Zœbersdorf      |
| Grand Est | Grand Est   | Grand Est | Grand Est | 6 fusionierte Gemeinden      | 2 Gemeindefusionen         |

| Region          | Departement     | Karte           | Datum           | Gemeinden vor der Mutation    | Gemeinde nach der Mutation |
| --------------- | --------------- | --------------- | --------------- | ----------------------------- | -------------------------- |
| Hauts-de-France | Oise            |                 | 1. Januar       | Trie-Château Villers-sur-Trie | Trie-Château               |
| Hauts-de-France | Hauts-de-France | Hauts-de-France | Hauts-de-France | 2 fusionierte Gemeinden       | 1 Gemeindefusion           |

| Region        | Departement   | Karte         | Datum         | Gemeinden vor der Mutation | Gemeinde nach der Mutation |
| ------------- | ------------- | ------------- | ------------- | -------------------------- | -------------------------- |
| Île-de-France | Val-d’Oise    |               | 1. Januar     | Avernes Gadancourt         | Avernes                    |
| Île-de-France | Île-de-France | Île-de-France | Île-de-France | 2 fusionierte Gemeinden    | 1 Gemeindefusion           |

| Region    | Departement | Karte                                 | Datum     | Gemeinden vor der Mutation                            | Gemeinde nach der Mutation |
| --------- | ----------- | ------------------------------------- | --------- | ----------------------------------------------------- | -------------------------- |
| Normandie | Eure        |                                       | 1. Januar | Goupillières Le Tilleul-Othon                         | Goupil-Othon               |
| Normandie | Eure        | Le Fresne Le Mesnil-Hardray Orvaux    | 1. Januar | Le Val-Doré                                           |                            |
| Normandie | Eure        | Pont-Audemer Saint-Germain-Village    | 1. Januar | Pont-Audemer                                          |                            |
| Normandie | Eure        | Porte-Joie Tournedos-sur-Seine        | 1. Januar | Porte-de-Seine                                        |                            |
| Normandie | Eure        | Thénouville Touville                  | 1. Januar | Thénouville                                           |                            |
| Normandie | Manche      |                                       | 1. Januar | Le Hommet-d’Arthenay Pont-Hébert                      | Pont-Hébert                |
| Normandie | Manche      | Pont-Farcy Tessy Bocage               | 1. Januar | Tessy-Bocage                                          |                            |
| Normandie | Orne        |                                       | 1. Januar | Normandel Moussonvilliers Saint-Maurice-lès-Charencey | Charencey                  |
| Normandie | Orne        | Écouché-les-Vallées Fontenai-sur-Orne | 1. Januar | Écouché-les-Vallées                                   |                            |
| Normandie | Orne        | Goulet Montgaroult Sentilly           | 1. Januar | Monts-sur-Orne                                        |                            |
| Normandie | Normandie   | Normandie                             | Normandie | 23 fusionierte Gemeinden                              | 10 Gemeindefusionen        |

| Region             | Departement        | Karte                                          | Datum                             | Gemeinden vor der Mutation                                           | Gemeinde nach der Mutation |
| ------------------ | ------------------ | ---------------------------------------------- | --------------------------------- | -------------------------------------------------------------------- | -------------------------- |
| Nouvelle-Aquitaine | Charente           |                                                | 1. Januar                         | Saint-Amant-de-Bonnieure Saint-Angeau Sainte-Colombe                 | Val-de-Bonnieure           |
| Nouvelle-Aquitaine | Charente-Maritime  |                                                | 1. Januar                         | Floirac Saint-Romain-sur-Gironde                                     | Floirac                    |
| Nouvelle-Aquitaine | Charente-Maritime  | Chervettes Saint-Laurent-de-la-Barrière Vandré | 1. Januar                         | La Devise                                                            |                            |
| Nouvelle-Aquitaine | Charente-Maritime  | 1. März                                        | Péré Saint-Germain-de-Marencennes | Saint-Pierre-la-Noue                                                 |                            |
| Nouvelle-Aquitaine | Deux-Sèvres        |                                                | 1. Januar                         | Belleville Boisserolles Prissé-la-Charrière Saint-Étienne-la-Cigogne | Plaine-d’Argenson          |
| Nouvelle-Aquitaine | Nouvelle-Aquitaine | Nouvelle-Aquitaine                             | Nouvelle-Aquitaine                | 14 fusionierte Gemeinden                                             | 5 Gemeindefusionen         |

| Region     | Departement   | Karte      | Datum      | Gemeinden vor der Mutation                    | Gemeinde nach der Mutation |
| ---------- | ------------- | ---------- | ---------- | --------------------------------------------- | -------------------------- |
| Okzitanien | Haute-Garonne |            | 1. Januar  | Lasserre Pradère-les-Bourguets                | Lasserre-Pradère           |
| Okzitanien | Lot           |            | 1. Januar  | Lascabanes Saint-Cyprien Saint-Laurent-Lolmie | Lendou-en-Quercy           |
| Okzitanien | Okzitanien    | Okzitanien | Okzitanien | 5 fusionierte Gemeinden                       | 2 Gemeindefusionen         |

| Region           | Departement      | Karte            | Datum            | Gemeinden vor der Mutation                                                      | Gemeinde nach der Mutation |
| ---------------- | ---------------- | ---------------- | ---------------- | ------------------------------------------------------------------------------- | -------------------------- |
| Pays de la Loire | Loire-Atlantique |                  | 1. Januar        | Bonnœuvre Freigné Maumusson Saint-Mars-la-Jaille Saint-Sulpice-des-Landes Vritz | Vallons-de-l’Erdre         |
| Pays de la Loire | Maine-et-Loire   |                  | 1. Januar        | Gennes-Val de Loire Les Rosiers-sur-Loire Saint-Martin-de-la-Place              | Gennes-Val-de-Loire        |
| Pays de la Loire | Mayenne          |                  | 1. Januar        | Ampoigné Laigné                                                                 | Prée-d’Anjou               |
| Pays de la Loire | Sarthe           |                  | 1. Januar        | Dissé-sous-le-Lude Le Lude                                                      | Le Lude                    |
| Pays de la Loire | Pays de la Loire | Pays de la Loire | Pays de la Loire | 13 fusionierte Gemeinden                                                        | 4 Gemeindefusionen         |

| Region                     | Departement                | Karte                      | Datum                      | Gemeinden vor der Mutation                      | Gemeinde nach der Mutation |
| -------------------------- | -------------------------- | -------------------------- | -------------------------- | ----------------------------------------------- | -------------------------- |
| Provence-Alpes-Côte d’Azur | Hautes-Alpes               |                            | 1. Januar                  | Chauffayer Les Costes Saint-Eusèbe-en-Champsaur | Aubessagne                 |
| Provence-Alpes-Côte d’Azur | Provence-Alpes-Côte d’Azur | Provence-Alpes-Côte d’Azur | Provence-Alpes-Côte d’Azur | 3 fusionierte Gemeinden                         | 1 Gemeindefusion           |

## 2017
Im Jahre 2017 fanden in ganz Frankreich 182 Gemeindefusionen und eine Gemeindeaufspaltung statt. Von den Fusionen waren 579 Gemeinden, von der Aufspaltung 2 Gemeinden betroffen. Durch die Gemeindestandsänderungen verringerte sich die Anzahl der französischen Gemeinden von 35.678 auf 35.285.

### Regions-Anpassungen
Da eine Gemeinde nicht zwei unterschiedlichen Regionen angehören darf, wurde es notwendig, wegen der folgenden neuen Gemeinde die Regionen anzupassen:
| Cormicy | → Die Fläche der ehemaligen Gemeinde Gernicourt wechselt von Hauts-de-France zu Grand Est. |

### Départements-Anpassungen
Da eine Gemeinde nicht zwei unterschiedlichen Départements angehören darf, wurde es notwendig, wegen der folgenden neuen Gemeinde die Départements anzupassen:
| Cormicy | → Die Fläche der ehemaligen Gemeinde Gernicourt wechselt vom Département Aisne zum Département Marne. |

### Arrondissements-Anpassungen
Da eine Gemeinde nicht zwei unterschiedlichen Arrondissements angehören darf, wurde es notwendig, wegen der folgenden Gemeinde die Arrondissements anzupassen:
| Cormicy | → Die Fläche der ehemaligen Gemeinde Gernicourt wechselt vom Arrondissement Laon zum Arrondissement Reims. |

### Kantons-Anpassungen
Bei Fusionen von Gemeinden aus unterschiedlichen Regionen wurde es notwendig, wegen der folgenden neuen Gemeinde die Kantone anzupassen:
| Cormicy | → Die Fläche der ehemaligen Gemeinde Gernicourt wechselt vom Kanton Guignicourt zum Kanton Bourgogne. |

### Details zu den Gemeindefusionen
| Region               | Departement          | Karte                                                                      | Datum                | Gemeinden vor der Mutation                                        | Gemeinde nach der Mutation |
| -------------------- | -------------------- | -------------------------------------------------------------------------- | -------------------- | ----------------------------------------------------------------- | -------------------------- |
| Auvergne-Rhône-Alpes | Ain                  |                                                                            | 1. Januar            | Chazey-Bons Pugieu                                                | Chazey-Bons                |
| Auvergne-Rhône-Alpes | Ain                  | Chavannes-sur-Suran Germagnat                                              | 1. Januar            | Nivigne et Suran                                                  |                            |
| Auvergne-Rhône-Alpes | Allier               |                                                                            | 1. Januar            | Meaulne Vitray                                                    | Meaulne-Vitray             |
| Auvergne-Rhône-Alpes | Cantal               |                                                                            | 1. Januar            | Chastel-sur-Murat Murat                                           | Murat                      |
| Auvergne-Rhône-Alpes | Cantal               | Lavastrie Neuvéglise Oradour Sériers                                       | 1. Januar            | Neuvéglise-sur-Truyère                                            |                            |
| Auvergne-Rhône-Alpes | Isère                |                                                                            | 1. Januar            | Arandon Passins                                                   | Arandon-Passins            |
| Auvergne-Rhône-Alpes | Isère                | Cordéac Saint-Sébastien                                                    | 1. Januar            | Châtel-en-Trièves                                                 |                            |
| Auvergne-Rhône-Alpes | Isère                | Pommiers-la-Placette Saint-Julien-de-Raz                                   | 1. Januar            | La Sure en Chartreuse                                             |                            |
| Auvergne-Rhône-Alpes | Isère                | Mont-de-Lans Vénosc                                                        | 1. Januar            | Les Deux Alpes                                                    |                            |
| Auvergne-Rhône-Alpes | Isère                | Le Pin Paladru                                                             | 1. Januar            | Villages du Lac de Paladru                                        |                            |
| Auvergne-Rhône-Alpes | Haute-Loire          |                                                                            | 1. Januar            | Saint-Didier-d’Allier Saint-Privat-d’Allier                       | Saint-Privat-d’Allier      |
| Auvergne-Rhône-Alpes | Rhône                |                                                                            | 1. Januar            | Saint-Sorlin Saint-Maurice-sur-Dargoire Saint-Didier-sous-Riverie | Chabanière                 |
| Auvergne-Rhône-Alpes | Rhône                | Liergues Pouilly-le-Monial                                                 | 1. Januar            | Porte des Pierres Dorées                                          |                            |
| Auvergne-Rhône-Alpes | Rhône                | Le Bois-d’Oingt Oingt Saint-Laurent-d’Oingt                                | 1. Januar            | Val d’Oingt                                                       |                            |
| Auvergne-Rhône-Alpes | Savoie               |                                                                            | 1. Januar            | La Perrière Saint-Bon-Tarentaise                                  | Courchevel                 |
| Auvergne-Rhône-Alpes | Savoie               | Montaimont Montgellafrey Saint-François-Longchamp                          | 1. Januar            | Saint François Longchamp                                          |                            |
| Auvergne-Rhône-Alpes | Savoie               | Bramans Lanslebourg-Mont-Cenis Lanslevillard Sollières-Sardières Termignon | 1. Januar            | Val-Cenis                                                         |                            |
| Auvergne-Rhône-Alpes | Haute-Savoie         |                                                                            | 1. Januar            | Annecy Annecy-le-Vieux Cran-Gevrier Meythet Pringy Seynod         | Annecy                     |
| Auvergne-Rhône-Alpes | Haute-Savoie         | Aviernoz Évires Les Ollières Saint-Martin-Bellevue Thorens-Glières         | 1. Januar            | Fillière                                                          |                            |
| Auvergne-Rhône-Alpes | Auvergne-Rhône-Alpes | Auvergne-Rhône-Alpes                                                       | Auvergne-Rhône-Alpes | 53 fusionierte Gemeinden                                          | 19 Gemeindefusionen        |

| Region                  | Departement             | Karte                                                     | Datum                   | Gemeinden vor der Mutation                         | Gemeinde nach der Mutation |
| ----------------------- | ----------------------- | --------------------------------------------------------- | ----------------------- | -------------------------------------------------- | -------------------------- |
| Bourgogne-Franche-Comté | Côte-d’Or               |                                                           | 1. Januar               | Cormot-le-Grand Vauchignon                         | Cormot-Vauchignon          |
| Bourgogne-Franche-Comté | Doubs                   |                                                           | 1. Januar               | Chemaudin Vaux-les-Prés                            | Chemaudin et Vaux          |
| Bourgogne-Franche-Comté | Doubs                   | Charbonnières-les-Sapins Étalans Verrières-du-Grosbois    | 1. Januar               | Étalans                                            |                            |
| Bourgogne-Franche-Comté | Doubs                   | Montfort Pointvillers                                     | 1. Januar               | Le Val                                             |                            |
| Bourgogne-Franche-Comté | Doubs                   | Labergement-du-Navois Levier                              | 1. Januar               | Levier                                             |                            |
| Bourgogne-Franche-Comté | Doubs                   | Clerval Santoche                                          | 1. Januar               | Pays de Clerval                                    |                            |
| Bourgogne-Franche-Comté | Jura                    |                                                           | 1. Januar               | Aromas Villeneuve-lès-Charnod                      | Aromas                     |
| Bourgogne-Franche-Comté | Jura                    | Cuttura Saint-Lupicin                                     | 1. Januar               | Coteaux du Lizon                                   |                            |
| Bourgogne-Franche-Comté | Jura                    | Dessia Lains Montagna-le-Templier                         | 1. Januar               | Montlainsia                                        |                            |
| Bourgogne-Franche-Comté | Jura                    | Les Molunes Septmoncel                                    | 1. Januar               | Septmoncel les Molunes                             |                            |
| Bourgogne-Franche-Comté | Jura                    | Coisia Thoirette                                          | 1. Januar               | Thoirette-Coisia                                   |                            |
| Bourgogne-Franche-Comté | Jura                    | Mallerey Trenal                                           | 1. Januar               | Trenal                                             |                            |
| Bourgogne-Franche-Comté | Jura                    | Bonnaud Grusse Vercia Vincelles                           | 1. Januar               | Val-Sonnette                                       |                            |
| Bourgogne-Franche-Comté | Jura                    | Bourcia Louvenne Saint-Julien Villechantria               | 1. Januar               | Val Suran                                          |                            |
| Bourgogne-Franche-Comté | Jura                    | Chatonnay Fétigny Légna Savigna                           | 1. Januar               | Valzin en Petite Montagne                          |                            |
| Bourgogne-Franche-Comté | Nièvre                  |                                                           | 1. Januar               | Balleray Ourouër                                   | Vaux d’Amognes             |
| Bourgogne-Franche-Comté | Haute-Saône             |                                                           | 1. Januar               | Miellin Servance                                   | Servance-Miellin           |
| Bourgogne-Franche-Comté | Saône-et-Loire          |                                                           | 1. Januar               | Donzy-le-National La Vineuse Massy Vitry-lès-Cluny | La Vineuse sur Fregande    |
| Bourgogne-Franche-Comté | Yonne                   |                                                           | 1. Januar               | Accolay Cravant                                    | Deux Rivières              |
| Bourgogne-Franche-Comté | Yonne                   | Fontenailles Molesmes Taingy                              | 1. Januar               | Les Hauts de Forterre                              |                            |
| Bourgogne-Franche-Comté | Yonne                   | Aillant-sur-Tholon Champvallon Villiers-sur-Tholon Volgré | 1. Januar               | Montholon                                          |                            |
| Bourgogne-Franche-Comté | Bourgogne-Franche-Comté | Bourgogne-Franche-Comté                                   | Bourgogne-Franche-Comté | 55 fusionierte Gemeinden                           | 21 Gemeindefusionen        |

| Region   | Departement     | Karte                                         | Datum     | Gemeinden vor der Mutation              | Gemeinde nach der Mutation |
| -------- | --------------- | --------------------------------------------- | --------- | --------------------------------------- | -------------------------- |
| Bretagne | Côtes-d’Armor   |                                               | 1. Januar | Plessix-Balisson Ploubalay Trégon       | Beaussais-sur-Mer          |
| Bretagne | Côtes-d’Armor   | Laniscat Perret Saint-Gelven                  | 1. Januar | Bon Repos sur Blavet                    |                            |
| Bretagne | Côtes-d’Armor   | Mûr-de-Bretagne Saint-Guen                    | 1. Januar | Guerlédan                               |                            |
| Bretagne | Finistère       |                                               | 1. Januar | Guipronvel Milizac                      | Milizac-Guipronvel         |
| Bretagne | Finistère       | Brignogan-Plages Plounéour-Trez               | 1. Januar | Plounéour-Brignogan-Plages              |                            |
| Bretagne | Ille-et-Vilaine |                                               | 1. Januar | Châteaugiron Ossé Saint-Aubin-du-Pavail | Châteaugiron               |
| Bretagne | Ille-et-Vilaine | Coglès La Selle-en-Coglès Montours            | 1. Januar | Les Portes du Coglais                   |                            |
| Bretagne | Ille-et-Vilaine | Saint-Brice-en-Coglès Saint-Étienne-en-Coglès | 1. Januar | Maen Roch                               |                            |
| Bretagne | Ille-et-Vilaine | Campel Maure-de-Bretagne                      | 1. Januar | Val d’Anast                             |                            |
| Bretagne | Morbihan        |                                               | 1. Januar | Carentoir Quelneuc                      | Carentoir                  |
| Bretagne | Morbihan        | Glénac La Chapelle-Gaceline La Gacilly        | 1. Januar | La Gacilly                              |                            |
| Bretagne | Bretagne        | Bretagne                                      | Bretagne  | 27 fusionierte Gemeinden                | 11 Gemeindefusionen        |

| Region              | Departement         | Karte                                                                 | Datum               | Gemeinden vor der Mutation | Gemeinde nach der Mutation |
| ------------------- | ------------------- | --------------------------------------------------------------------- | ------------------- | --- | -------------------------- |
| Centre-Val de Loire | Eure-et-Loir        |                                                                       | 1. Januar           | Autheuil Charray Cloyes-sur-le-Loir Douy La Ferté-Villeneuil Le Mée Montigny-le-Gannelon Romilly-sur-Aigre Saint-Hilaire-sur-Yerre | Cloyes-les-Trois-Rivières  |
| Centre-Val de Loire | Eure-et-Loir        | Arrou Boisgasson Châtillon-en-Dunois Courtalain Langey Saint-Pellerin | 1. Januar           | Commune nouvelle d’Arrou |                            |
| Centre-Val de Loire | Eure-et-Loir        | Civry Lutz-en-Dunois Ozoir-le-Breuil Saint-Cloud-en-Dunois            | 1. Januar           | Villemaury |                            |
| Centre-Val de Loire | Indre-et-Loire      |                                                                       | 1. Januar           | Beaumont-la-Ronce Louestault | Beaumont-Louestault        |
| Centre-Val de Loire | Indre-et-Loire      | Ingrandes-de-Touraine Saint-Michel-sur-Loire Saint-Patrice            | 1. Januar           | Coteaux-sur-Loire |                            |
| Centre-Val de Loire | Indre-et-Loire      | Langeais Les Essards                                                  | 1. Januar           | Langeais |                            |
| Centre-Val de Loire | Loir-et-Cher        |                                                                       | 1. Januar           | Baigneaux Beauvilliers Oucques Sainte-Gemmes                                                                                       | Oucques La Nouvelle        |
| Centre-Val de Loire | Loir-et-Cher        | Chambon-sur-Cisse Valencisse                                          | 1. Januar           | Valencisse |                            |
| Centre-Val de Loire | Loir-et-Cher        | Chouzy-sur-Cisse Coulanges Seillac                                    | 1. Januar           | Valloire-sur-Cisse |                            |
| Centre-Val de Loire | Loir-et-Cher        | Onzain Veuves                                                         | 1. Januar           | Veuzain-sur-Loire |                            |
| Centre-Val de Loire | Loiret              |                                                                       | 1. Januar           | Bray-en-Val Saint-Aignan-des-Gués                                                                                                  | Bray-Saint-Aignan          |
| Centre-Val de Loire | Centre-Val de Loire | Centre-Val de Loire                                                   | Centre-Val de Loire | 39 fusionierte Gemeinden | 11 Gemeindefusionen        |

| Region    | Departement        | Karte                                  | Datum     | Gemeinden vor der Mutation                      | Gemeinde nach der Mutation |
| --------- | ------------------ | -------------------------------------- | --------- | ----------------------------------------------- | -------------------------- |
| Grand Est | Ardennes           |                                        | 1. Januar | Bazeilles Rubécourt-et-Lamécourt Villers-Cernay | Bazeilles                  |
| Grand Est | Ardennes           | Bosseval-et-Briancourt Vrigne-aux-Bois | 1. Januar | Vrigne aux Bois                                 |                            |
| Grand Est | Marne              |                                        | 1. Januar | Bourgogne Fresne-lès-Reims                      | Bourgogne-Fresne           |
| Grand Est | Marne              | Cormicy Gernicourt                     | 1. Januar | Cormicy                                         |                            |
| Grand Est | Haute-Marne        |                                        | 1. Januar | Colombey-les-Deux-Églises Lamothe-en-Blaisy     | Colombey les Deux Églises  |
| Grand Est | Meurthe-et-Moselle |                                        | 1. Januar | Briey Mance Mancieulles                         | Val de Briey               |
| Grand Est | Moselle            |                                        | 1. Januar | Montoy-Flanville Ogy                            | Ogy-Montoy-Flanville       |
| Grand Est | Bas-Rhin           |                                        | 1. Januar | Hochfelden Schaffhouse-sur-Zorn                 | Hochfelden                 |
| Grand Est | Vosges             |                                        | 1. Januar | Bains-les-Bains Harsault Hautmougey             | La Vôge-les-Bains          |
| Grand Est | Vosges             | Rocourt Tollaincourt                   | 1. Januar | Tollaincourt                                    |                            |
| Grand Est | Grand Est          | Grand Est                              | Grand Est | 23 fusionierte Gemeinden                        | 10 Gemeindefusionen        |

| Region          | Departement     | Karte                                           | Datum           | Gemeinden vor der Mutation    | Gemeinde nach der Mutation |
| --------------- | --------------- | ----------------------------------------------- | --------------- | ----------------------------- | -------------------------- |
| Hauts-de-France | Oise            |                                                 | 1. Januar       | Auneuil Troussures            | Auneuil                    |
| Hauts-de-France | Oise            | Le Déluge La Neuville-d’Aumont Ressons-l’Abbaye | 1. Januar       | La Drenne                     |                            |
| Hauts-de-France | Pas-de-Calais   |                                                 | 1. Januar       | Enguinegatte Enquin-les-Mines | Enquin-lez-Guinegatte      |
| Hauts-de-France | Somme           |                                                 | 1. Januar       | Étinehem Méricourt-sur-Somme  | Étinehem-Méricourt         |
| Hauts-de-France | Somme           | Hyencourt-le-Grand Omiécourt Pertain            | 1. Januar       | Hypercourt                    |                            |
| Hauts-de-France | Hauts-de-France | Hauts-de-France                                 | Hauts-de-France | 12 fusionierte Gemeinden      | 5 Gemeindefusionen         |

| Region        | Departement    | Karte         | Datum         | Gemeinden vor der Mutation                | Gemeinde nach der Mutation |
| ------------- | -------------- | ------------- | ------------- | ----------------------------------------- | -------------------------- |
| Île-de-France | Seine-et-Marne |               | 1. Januar     | Moret Loing et Orvanne Veneux-les-Sablons | Moret-Loing-et-Orvanne     |
| Île-de-France | Île-de-France  | Île-de-France | Île-de-France | 2 fusionierte Gemeinden                   | 1 Gemeindefusion           |

| Region    | Departement    | Karte | Datum     | Gemeinden vor der Mutation                                                             | Gemeinde nach der Mutation                |
| --------- | -------------- | --- | --------- | -------------------------------------------------------------------------------------- | ----------------------------------------- |
| Normandie | Calvados       | | 1. Januar | Russy Sainte-Honorine-des-Pertes                                                       | Aure sur Mer                              |
| Normandie | Calvados       | Anctoville - Feuguerolles-sur-Seulles (commune associée) - Orbois (commune associée) - Sermentot (commune associée) Longraye Saint-Germain-d’Ectot Torteval-Quesnay | 1. Januar | Aurseulles                                                                             |                                           |
| Normandie | Calvados       | Biéville-Quétiéville Saint-Loup-de-Fribois | 1. Januar | Belle Vie en Auge                                                                      |                                           |
| Normandie | Calvados       | Caumont-l’Éventé La Vacquerie Livry | 1. Januar | Caumont-sur-Aure                                                                       |                                           |
| Normandie | Calvados       | Creully Saint-Gabriel-Brécy Villiers-le-Sec | 1. Januar | Creully sur Seulles                                                                    |                                           |
| Normandie | Calvados       | Jurques Le Mesnil-Auzouf | 1. Januar | Dialan sur Chaîne                                                                      |                                           |
| Normandie | Calvados       | Aignerville Écrammeville Formigny Louvières | 1. Januar | Formigny La Bataille                                                                   |                                           |
| Normandie | Calvados       | Castilly Isigny-sur-Mer Les Oubeaux Neuilly-la-Forêt Vouilly | 1. Januar | Isigny-sur-Mer                                                                         |                                           |
| Normandie | Calvados       | Clinchamps-sur-Orne Laize-la-Ville | 1. Januar | Laize-Clinchamps                                                                       |                                           |
| Normandie | Calvados       | Aunay-sur-Odon Bauquay Campandré-Valcongrain Danvou-la-Ferrière Le Plessis-Grimoult Ondefontaine Roucamps | 1. Januar | Les Monts d’Aunay                                                                      |                                           |
| Normandie | Calvados       | Bissières Méry-Corbon | 1. Januar | Méry-Bissières-en-Auge                                                                 |                                           |
| Normandie | Calvados       | Coupesarte Crèvecœur-en-Auge Croissanville Grandchamp-le-Château Lécaude Le Mesnil-Mauger Les Authieux-Papion Magny-la-Campagne Magny-le-Freule Mézidon-Canon Monteille Percy-en-Auge Saint-Julien-le-Faucon Vieux-Fumé                                                           | 1. Januar | Mézidon Vallée d’Auge                                                                  |                                           |
| Normandie | Calvados       | Coulombs Cully Martragny Rucqueville | 1. Januar | Moulins en Bessin                                                                      |                                           |
| Normandie | Calvados       | Chicheboville Moult | 1. Januar | Moult-Chicheboville                                                                    |                                           |
| Normandie | Calvados       | Champ-du-Boult Courson Fontenermont Le Gast Le Mesnil-Benoist Le Mesnil-Caussois Mesnil-Clinchamps Saint-Manvieu-Bocage Saint-Sever-Calvados Sept-Frères | 1. Januar | Noues de Sienne                                                                        |                                           |
| Normandie | Calvados       | Amblie Lantheuil Tierceville | 1. Januar | Ponts sur Seulles                                                                      |                                           |
| Normandie | Calvados       | Boissey Bretteville-sur-Dives Hiéville L’Oudon Mittois Montviette Ouville-la-Bien-Tournée Sainte-Marguerite-de-Viette Saint-Georges-en-Auge Saint-Pierre-sur-Dives Thiéville Vaudeloges Vieux-Pont-en-Auge                                                                        | 1. Januar | Saint-Pierre-en-Auge                                                                   |                                           |
| Normandie | Calvados       | Sannerville Troarn | 1. Januar | Saline                                                                                 |                                           |
| Normandie | Calvados       | La Bigne Seulline | 1. Januar | Seulline                                                                               |                                           |
| Normandie | Calvados       | Lassy Saint-Jean-le-Blanc Saint-Vigor-des-Mézerets | 1. Januar | Terres de Druance                                                                      |                                           |
| Normandie | Calvados       | Bretteville-l’Orgueilleuse Brouay Cheux Le Mesnil-Patry Putot-en-Bessin Sainte-Croix-Grand-Tonne | 1. Januar | Thue et Mue                                                                            |                                           |
| Normandie | Calvados       | Le Locheur Noyers-Missy Tournay-sur-Odon | 1. Januar | Val d’Arry                                                                             |                                           |
| Normandie | Calvados       | Dampierre La Lande-sur-Drôme Saint-Jean-des-Essartiers Sept-Vents | 1. Januar | Val de Drôme                                                                           |                                           |
| Normandie | Calvados       | Airan Billy Conteville Fierville-Bray Poussy-la-Campagne | 1. Januar | Valambray                                                                              |                                           |
| Normandie | Eure           | | 1. Januar | Bosnormand Le Bosc-Roger-en-Roumois                                                    | Bosroumois                                |
| Normandie | Eure           | La Chapelle-Réanville Saint-Just Saint-Pierre-d’Autils | 1. Januar | La Chapelle-Longueville                                                                |                                           |
| Normandie | Eure           | Berville-en-Roumois Bosguérard-de-Marcouville Houlbec-près-le-Gros-Theil | 1. Januar | Les Monts du Roumois                                                                   |                                           |
| Normandie | Eure           | Bernières-sur-Seine Tosny Venables | 1. Januar | Les Trois Lacs                                                                         |                                           |
| Normandie | Eure           | Carsix Fontaine-la-Soret Nassandres Perriers-la-Campagne | 1. Januar | Nassandres sur Risle                                                                   |                                           |
| Normandie | Eure           | Pacy-sur-Eure Saint-Aquilin-de-Pacy | 1. Januar | Pacy-sur-Eure                                                                          |                                           |
| Normandie | Eure           | Montaure Tostes | 1. Januar | Terres de Bord                                                                         |                                           |
| Normandie | Eure           | Bosc-Renoult-en-Roumois Theillement | 1. Januar | Thénouville                                                                            |                                           |
| Normandie | Eure           | Gaillardbois-Cressenville Grainville | 1. Januar | Val d’Orger                                                                            |                                           |
| Normandie | Eure           | Francheville Verneuil-sur-Avre | 1. Januar | Verneuil d’Avre et d’Iton                                                              |                                           |
| Normandie | Manche         | | 1. Januar | Canisy Saint-Ébremond-de-Bonfossé                                                      | Canisy                                    |
| Normandie | Manche         | Brévands Carentan les Marais Les Veys Saint-Pellerin | 1. Januar | Carentan les Marais                                                                    |                                           |
| Normandie | Manche         | Condé-sur-Vire Troisgots | 1. Januar | Condé-sur-Vire                                                                         |                                           |
| Normandie | Manche         | Bellefontaine Chasseguey Chérencé-le-Roussel Juvigny-le-Tertre La Bazoge Le Mesnil-Rainfray Le Mesnil-Tôve | 1. Januar | Juvigny les Vallées                                                                    |                                           |
| Normandie | Manche         | Acqueville Auderville Beaumont-Hague Biville Branville-Hague Digulleville Éculleville Flottemanville-Hague Gréville-Hague Herqueville Jobourg Omonville-la-Petite Omonville-la-Rogue Sainte-Croix-Hague Saint-Germain-des-Vaux Tonneville Urville-Nacqueville Vasteville Vauville | 1. Januar | La Hague                                                                               |                                           |
| Normandie | Manche         | Les Moitiers-en-Bauptois Picauville | 1. Januar | Picauville                                                                             |                                           |
| Normandie | Manche         | Le Mesnil-Vigot Les Champs-de-Losque Remilly-sur-Lozon | 1. Januar | Remilly Les Marais                                                                     |                                           |
| Normandie | Manche         | Placy-Montaigu Saint-Amand | 1. Januar | Saint-Amand-Villages                                                                   |                                           |
| Normandie | Manche         | Argouges Carnet La Croix-Avranchin Montanel Saint-James Vergoncey Villiers-le-Pré | 1. Januar | Saint-James                                                                            |                                           |
| Normandie | Orne           | | 1. Januar | Eperrais La Perrière Le Gué-de-la-Chaîne Origny-le-Butin Saint-Ouen-de-la-Cour Sérigny | Belforêt-en-Perche                        |
| Normandie | Orne           | Aubry-en-Exmes Avernes-sous-Exmes Chambois Courménil Exmes Fel La Cochère Le Bourg-Saint-Léonard Omméel Saint-Pierre-la-Rivière Silly-en-Gouffern Survie Urou-et-Crennes Villebadin                                                                                               | 1. Januar | Gouffern en Auge                                                                       |                                           |
| Normandie | Seine-Maritime | | 1. Januar | Bosc-Roger-sur-Buchy Buchy Estouteville-Écalles                                        | Buchy                                     |
| Normandie | Seine-Maritime | Auzouville-Auberbosc Bennetot Bermonville Fauville-en-Caux Ricarville Saint-Pierre-Lavis Sainte-Marguerite-sur-Fauville | 1. Januar | Terres-de-Caux                                                                         |                                           |
| Normandie | Seine-Maritime | Sigy-en-Bray | 1. Januar | Sigy-en-Bray Saint-Lucien                                                              |                                           |
| Normandie | Normandie      | Normandie | Normandie | 213 fusionierte Gemeinden 2 getrennte Gemeinden                                        | 47 Gemeindefusionen 1 Gemeindeaufspaltung |

| Region             | Departement          | Karte | Datum              | Gemeinden vor der Mutation                                                           | Gemeinde nach der Mutation |
| ------------------ | -------------------- | --- | ------------------ | ------------------------------------------------------------------------------------ | -------------------------- |
| Nouvelle-Aquitaine | Charente             | | 1. Januar          | Aunac Bayers Chenommet                                                               | Aunac-sur-Charente         |
| Nouvelle-Aquitaine | Charente             | Éraville Malaville Nonaville Touzac Viville                                                                                                 | 1. Januar          | Bellevigne                                                                           |                            |
| Nouvelle-Aquitaine | Charente             | Blanzac-Porcheresse Cressac-Saint-Genis | 1. Januar          | Côteaux du Blanzacais                                                                |                            |
| Nouvelle-Aquitaine | Charente             | Aignes-et-Puypéroux Montmoreau-Saint-Cybard Saint-Amant-de-Montmoreau Saint-Eutrope Saint-Laurent-de-Belzagot                               | 1. Januar          | Montmoreau                                                                           |                            |
| Nouvelle-Aquitaine | Corrèze              | | 1. Januar          | Argentat Saint-Bazile-de-la-Roche                                                    | Argentat-sur-Dordogne      |
| Nouvelle-Aquitaine | Corrèze              | Saint-Julien-près-Bort Sarroux | 1. Januar          | Sarroux-Saint Julien                                                                 |                            |
| Nouvelle-Aquitaine | Creuse               | | 1. Januar          | Saint-Étienne-de-Fursac Saint-Pierre-de-Fursac                                       | Fursac                     |
| Nouvelle-Aquitaine | Deux-Sèvres          | | 1. Januar          | Gournay-Loizé Les Alleuds                                                            | Alloinay                   |
| Nouvelle-Aquitaine | Deux-Sèvres          | Mougon Thorigné | 1. Januar          | Mougon-Thorigné                                                                      |                            |
| Nouvelle-Aquitaine | Deux-Sèvres          | Bouillé-Saint-Paul Cersay Massais | 1. Januar          | Val en Vignes                                                                        |                            |
| Nouvelle-Aquitaine | Dordogne             | | 1. Januar          | Bassillac Blis-et-Born Eyliac Le Change Milhac-d’Auberoche Saint-Antoine-d’Auberoche | Bassillac et Auberoche     |
| Nouvelle-Aquitaine | Dordogne             | Boulazac Isle Manoire Sainte-Marie-de-Chignac                                                                                               | 1. Januar          | Boulazac Isle Manoire                                                                |                            |
| Nouvelle-Aquitaine | Dordogne             | Bézenac Castels | 1. Januar          | Castels et Bézenac                                                                   |                            |
| Nouvelle-Aquitaine | Dordogne             | Cubjac La Boissière-d’Ans Saint-Pantaly-d’Ans                                                                                               | 1. Januar          | Cubjac-Auvézère-Val d’Ans                                                            |                            |
| Nouvelle-Aquitaine | Dordogne             | La Jemaye Ponteyraud | 1. Januar          | La Jemaye-Ponteyraud                                                                 |                            |
| Nouvelle-Aquitaine | Dordogne             | Cercles La Tour-Blanche | 1. Januar          | La Tour-Blanche-Cercles                                                              |                            |
| Nouvelle-Aquitaine | Dordogne             | Chavagnac Grèzes | 1. Januar          | Les Coteaux Périgourdins                                                             |                            |
| Nouvelle-Aquitaine | Dordogne             | Beaussac Champeaux-et-la-Chapelle-Pommier Léguillac-de-Cercles Les Graulges Mareuil Monsec Puyrenier Saint-Sulpice-de-Mareuil Vieux-Mareuil | 1. Januar          | Mareuil en Périgord                                                                  |                            |
| Nouvelle-Aquitaine | Dordogne             | Festalemps Saint-Antoine-Cumond Saint-Privat-des-Prés                                                                                       | 1. Januar          | Saint Privat en Périgord                                                             |                            |
| Nouvelle-Aquitaine | Dordogne             | Breuilh Marsaneix Notre-Dame-de-Sanilhac | 1. Januar          | Sanilhac                                                                             |                            |
| Nouvelle-Aquitaine | Dordogne             | Cendrieux Sainte-Alvère-Saint-Laurent Les Bâtons                                                                                            | 1. Januar          | Val de Louyre et Caudeau                                                             |                            |
| Nouvelle-Aquitaine | Gironde              | | 1. Januar          | Castets-en-Dorthe Castillon-de-Castets                                               | Castets et Castillon       |
| Nouvelle-Aquitaine | Gironde              | Cantenac Margaux | 1. Januar          | Margaux-Cantenac                                                                     |                            |
| Nouvelle-Aquitaine | Landes               | | 1. Januar          | Boos Rion-des-Landes                                                                 | Rion-des-Landes            |
| Nouvelle-Aquitaine | Pyrénées-Atlantiques | | 1. Januar          | Ance Féas                                                                            | Ance Féas                  |
| Nouvelle-Aquitaine | Vienne               | | 1. Januar          | Beaumont Saint-Cyr                                                                   | Beaumont Saint-Cyr         |
| Nouvelle-Aquitaine | Vienne               | Champigny-le-Sec Le Rochereau | 1. Januar          | Champigny en Rochereau                                                               |                            |
| Nouvelle-Aquitaine | Vienne               | Jaunay-Clan Marigny-Brizay | 1. Januar          | Jaunay-Marigny                                                                       |                            |
| Nouvelle-Aquitaine | Vienne               | Blaslay Charrais Cheneché Vendeuvre-du-Poitou                                                                                               | 1. Januar          | Saint Martin la Pallu                                                                |                            |
| Nouvelle-Aquitaine | Nouvelle-Aquitaine   | Nouvelle-Aquitaine | Nouvelle-Aquitaine | 82 fusionierte Gemeinden                                                             | 29 Gemeindefusionen        |

| Region     | Departement     | Karte                                                                                              | Datum      | Gemeinden vor der Mutation          | Gemeinde nach der Mutation |
| ---------- | --------------- | -------------------------------------------------------------------------------------------------- | ---------- | ----------------------------------- | -------------------------- |
| Okzitanien | Ariège          | | 1. Januar  | Les Bordes-sur-Lez Uchentein        | Bordes-Uchentein           |
| Okzitanien | Aveyron         | | 1. Januar  | Balsac Druelle                      | Druelle Balsac             |
| Okzitanien | Haute-Garonne   | | 1. Januar  | Lunax Péguilhan                     | Péguilhan                  |
| Okzitanien | Lot             | | 1. Januar  | Cours Laroque-des-Arcs Valroufié    | Bellefont-La Rauze         |
| Okzitanien | Lot             | Castelnau-Montratier Sainte-Alauzie                                                                | 1. Januar  | Castelnau Montratier-Sainte Alauzie |                            |
| Okzitanien | Lot             | Saint-Géry Vers                                                                                    | 1. Januar  | Saint Géry-Vers                     |                            |
| Okzitanien | Lozère          | | 1. Januar  | Montbrun Quézac Sainte-Enimie       | Gorges du Tarn Causses     |
| Okzitanien | Lozère          | Le Massegros Le Recoux Les Vignes Saint-Georges-de-Lévéjac Saint-Rome-de-Dolan                     | 1. Januar  | Massegros Causses Gorges            |                            |
| Okzitanien | Lozère          | Bagnols-les-Bains Belvezet Chasseradès Le Bleymard Mas-d’Orcières Saint-Julien-du-Tournel          | 1. Januar  | Mont Lozère et Goulet               |                            |
| Okzitanien | Lozère          | Aumont-Aubrac Fau-de-Peyre Javols La Chaze-de-Peyre Sainte-Colombe-de-Peyre Saint-Sauveur-de-Peyre | 1. Januar  | Peyre en Aubrac                     |                            |
| Okzitanien | Lozère          | Malbouzon Prinsuéjols                                                                              | 1. Januar  | Prinsuéjols-Malbouzon               |                            |
| Okzitanien | Lozère          | Laval-Atger Saint-Bonnet-de-Montauroux                                                             | 1. Januar  | Saint Bonnet-Laval                  |                            |
| Okzitanien | Hautes-Pyrénées | | 1. Januar  | Benqué Molère                       | Benqué-Molère              |
| Okzitanien | Hautes-Pyrénées | Saligos Vizos                                                                                      | 1. Januar  | Saligos                             |                            |
| Okzitanien | Tarn            | | 1. Januar  | Labastide-Dénat Puygouzon           | Puygouzon                  |
| Okzitanien | Okzitanien      | Okzitanien                                                                                         | Okzitanien | 43 fusionierte Gemeinden            | 15 Gemeindefusionen        |

| Region           | Departement      | Karte                                                         | Datum            | Gemeinden vor der Mutation        | Gemeinde nach der Mutation   |
| ---------------- | ---------------- | ------------------------------------------------------------- | ---------------- | --------------------------------- | ---------------------------- |
| Pays de la Loire | Maine-et-Loire   |                                                               | 1. Januar        | Daumeray Morannes-sur-Sarthe      | Morannes sur Sarthe-Daumeray |
| Pays de la Loire | Maine-et-Loire   | Chavagnes Martigné-Briand Notre-Dame-d’Allençon               | 1. Januar        | Terranjou                         |                              |
| Pays de la Loire | Mayenne          |                                                               | 1. Januar        | Blandouet Saint-Jean-sur-Erve     | Blandouet-Saint Jean         |
| Pays de la Loire | Mayenne          | Montsûrs Saint-Céneré                                         | 1. Januar        | Montsûrs-Saint-Céneré             |                              |
| Pays de la Loire | Mayenne          | Ballée Épineux-le-Seguin                                      | 1. Januar        | Val-du-Maine                      |                              |
| Pays de la Loire | Sarthe           |                                                               | 1. Januar        | Bazouges-sur-le-Loir Cré-sur-Loir | Bazouges Cré sur Loir        |
| Pays de la Loire | Sarthe           | La Chapelle-Gaugain Lavenay Poncé-sur-le-Loir Ruillé-sur-Loir | 1. Januar        | Loir en Vallée                    |                              |
| Pays de la Loire | Sarthe           | Le Chevain Saint-Paterne                                      | 1. Januar        | Saint-Paterne - Le Chevain        |                              |
| Pays de la Loire | Vendée           |                                                               | 1. Januar        | Auzay Chaix                       | Auchay-sur-Vendée            |
| Pays de la Loire | Vendée           | La Chapelle-Achard La Mothe-Achard                            | 1. Januar        | Les Achards                       |                              |
| Pays de la Loire | Pays de la Loire | Pays de la Loire                                              | Pays de la Loire | 23 fusionierte Gemeinden          | 10 Gemeindefusionen          |

| Region                     | Departement                | Karte                      | Datum                        | Gemeinden vor der Mutation        | Gemeinde nach der Mutation |
| -------------------------- | -------------------------- | -------------------------- | ---------------------------- | --------------------------------- | -------------------------- |
| Provence-Alpes-Côte d’Azur | Alpes-de-Haute-Provence    |                            | 1. Januar                    | La Bréole Saint-Vincent-les-Forts | Ubaye-Serre-Ponçon         |
| Provence-Alpes-Côte d’Azur | Hautes-Alpes               |                            | 1. Januar                    | Pelvoux Vallouise                 | Vallouise-Pelvoux          |
| Provence-Alpes-Côte d’Azur | Hautes-Alpes               | 1. Juli                    | Bruis Montmorin Sainte-Marie | Valdoule                          |                            |
| Provence-Alpes-Côte d’Azur | Provence-Alpes-Côte d’Azur | Provence-Alpes-Côte d’Azur | Provence-Alpes-Côte d’Azur   | 7 fusionierte Gemeinden           | 3 Gemeindefusionen         |

## 2016
Im Jahre 2016 fanden in ganz Frankreich 325 Gemeindefusionen statt. Dabei waren 1111 Gemeinden betroffen. Durch die Fusionen verringerte sich die Anzahl der französischen Gemeinden von 36.464 auf 35.678.

### Départements-Anpassungen
Da eine Gemeinde nicht zwei unterschiedlichen Départements angehören darf, wurde es notwendig, wegen der folgenden neuen Gemeinde die Départements anzupassen:
| Ingrandes-Le Fresne sur Loire | → Die Fläche der ehemaligen Gemeinde Le Fresne-sur-Loire wechselt vom Département Loire-Atlantique zum Département Maine-et-Loire. |

### Arrondissements-Anpassungen
Da eine Gemeinde nicht zwei unterschiedlichen Arrondissements angehören darf, wurde es notwendig, wegen der folgenden elf neuen Gemeinden die Arrondissements anzupassen:
| Aix-Villemaur-Pâlis           | → Die Fläche der ehemaligen Gemeinde Palis wechselt vom Arrondissement Nogent-sur-Seine zum Arrondissement Troyes.                                           |
| Carentan-les-Marais           | → Die Fläche der ehemaligen Gemeinde Houesville wechselt vom Arrondissement Cherbourg zum Arrondissement Saint-Lô.                                           |
| Chailloué                     | → Die Fläche der ehemaligen Gemeinde Marmouillé wechselt vom Arrondissement Argentan zum Arrondissement Alençon.                                             |
| Haut Valromey                 | → Die Flächen der ehemaligen Gemeinden Hotonnes, Le Grand-Abergement und Le Petit-Abergement wechselten vom Arrondissement Nantua zum Arrondissement Belley. |
| Ingrandes-Le Fresne sur Loire | → Die Fläche der ehemaligen Gemeinde Le Fresne-sur-Loire wechselt vom Arrondissement Ancenis zum Arrondissement Angers.                                      |
| Le Mené                       | → Die Fläche der ehemaligen Gemeinde Plessala wechselte vom Arrondissement Saint-Brieuc zum Arrondissement Dinan.                                            |
| Longuenée-en-Anjou            | → Die Fläche der ehemaligen Gemeinde Pruillé wechselt vom Arrondissement Segré zum Arrondissement Angers.                                                    |
| Morannes-sur-Sarthe           | → Die Fläche der ehemaligen Gemeinde Chemiré-sur-Sarthe wechselt vom Arrondissement Segré zum Arrondissement Angers.                                         |
| Picauville                    | → Die Flächen der ehemaligen Gemeinden Cretteville, Houtteville und Vindefontaine wechselten vom Arrondissement Coutances zum Arrondissement Cherbourg.      |
| Port-Jérôme-sur-Seine         | → Die Fläche der ehemaligen Gemeinde Touffreville-la-Cable wechselt vom Arrondissement Rouen zum Arrondissement Le Havre.                                    |
| Val d’Oust                    | → Die Fläche der ehemaligen Gemeinde Quily wechselte vom Arrondissement Pontivy zum Arrondissement Vannes.                                                   |

### Gemeindeverbands-Anpassungen
Da eine Gemeinde nicht zwei unterschiedlichen Gemeindeverbänden angehören darf, wurde es notwendig, wegen der folgenden zwei neuen Gemeinden die Gemeindeverbände anzupassen:
| Le Grippon | → Communauté de communes d’Avranches Mont-Saint-Michel und Communauté de communes Granville, Terre et Mer |
| Le Parc    | → Communauté de communes d’Avranches Mont-Saint-Michel und Communauté de communes du Val de Sée           |

### Details zu den Gemeindefusionen
| Region               | Departement          | Karte                                                                | Datum                                                              | Gemeinden vor der Mutation         | Gemeinde nach der Mutation |
| -------------------- | -------------------- | -------------------------------------------------------------------- | ------------------------------------------------------------------ | ---------------------------------- | -------------------------- |
| Auvergne-Rhône-Alpes | Ain                  |                                                                      | 1. Januar                                                          | Arbignieu Saint-Bois               | Arboys en Bugey            |
| Auvergne-Rhône-Alpes | Ain                  | Champdor Corcelles                                                   | 1. Januar                                                          | Champdor-Corcelles                 |                            |
| Auvergne-Rhône-Alpes | Ain                  | Groslée Saint-Benoît                                                 | 1. Januar                                                          | Groslée-Saint-Benoit               |                            |
| Auvergne-Rhône-Alpes | Ain                  | Hotonnes Le Grand-Abergement Le Petit-Abergement Songieu             | 1. Januar                                                          | Haut Valromey                      |                            |
| Auvergne-Rhône-Alpes | Ain                  | Lalleyriat Le Poizat                                                 | 1. Januar                                                          | Le Poizat-Lalleyriat               |                            |
| Auvergne-Rhône-Alpes | Ain                  | Nattages Parves                                                      | 1. Januar                                                          | Parves et Nattages                 |                            |
| Auvergne-Rhône-Alpes | Ain                  | Pressiat Treffort-Cuisiat                                            | 1. Januar                                                          | Val-Revermont                      |                            |
| Auvergne-Rhône-Alpes | Allier               |                                                                      | 1. Januar                                                          | Givarlais Louroux-Hodement Maillet | Haut-Bocage                |
| Auvergne-Rhône-Alpes | Cantal               |                                                                      | 1. Januar                                                          | Le Rouget Pers                     | Le Rouget-Pers             |
| Auvergne-Rhône-Alpes | Cantal               | Fournoulès Saint-Constant                                            | 1. Januar                                                          | Saint-Constant-Fournoulès          |                            |
| Auvergne-Rhône-Alpes | Cantal               | Faverolles Loubaresse Saint-Just Saint-Marc                          | 1. Januar                                                          | Val d’Arcomie                      |                            |
| Auvergne-Rhône-Alpes | Cantal               | 1. Dezember                                                          | Celles Chalinargues Chavagnac Neussargues-Moissac Sainte-Anastasie | Neussargues en Pinatelle           |                            |
| Auvergne-Rhône-Alpes | Drôme                |                                                                      | 1. Januar                                                          | Mercurol Veaunes                   | Mercurol-Veaunes           |
| Auvergne-Rhône-Alpes | Drôme                | Aix-en-Diois Molières-Glandaz                                        | 1. Januar                                                          | Solaure en Diois                   |                            |
| Auvergne-Rhône-Alpes | Isère                |                                                                      | 1. Januar                                                          | Autrans Méaudre                    | Autrans-Méaudre en Vercors |
| Auvergne-Rhône-Alpes | Isère                | Morêtel-de-Mailles Saint-Pierre-d’Allevard                           | 1. Januar                                                          | Crêts en Belledonne                |                            |
| Auvergne-Rhône-Alpes | Isère                | La Bâtie-Divisin Les Abrets Fitilieu                                 | 1. Januar                                                          | Les Abrets en Dauphiné             |                            |
| Auvergne-Rhône-Alpes | Isère                | Les Avenières Veyrins-Thuellin                                       | 1. Januar                                                          | Les Avenières Veyrins-Thuellin     |                            |
| Auvergne-Rhône-Alpes | Loire                |                                                                      | 1. Januar                                                          | Chalmazel Jeansagnière             | Chalmazel-Jeansagnière     |
| Auvergne-Rhône-Alpes | Haute-Loire          |                                                                      | 1. Januar                                                          | Esplantas Vazeilles-près-Saugues   | Esplantas-Vazeilles        |
| Auvergne-Rhône-Alpes | Haute-Loire          | Croisances Thoras                                                    | 1. Januar                                                          | Thoras                             |                            |
| Auvergne-Rhône-Alpes | Puy-de-Dôme          |                                                                      | 1. Januar                                                          | Aulhat-Saint-Privat Flat           | Aulhat-Flat                |
| Auvergne-Rhône-Alpes | Puy-de-Dôme          | Cellule La Moutade                                                   | 1. Januar                                                          | Chambaron sur Morge                |                            |
| Auvergne-Rhône-Alpes | Puy-de-Dôme          | Nonette Orsonnette                                                   | 1. Januar                                                          | Nonette-Orsonnette                 |                            |
| Auvergne-Rhône-Alpes | Rhône                |                                                                      | 1. Januar                                                          | Cours-la-Ville Pont-Trambouze Thel | Cours                      |
| Auvergne-Rhône-Alpes | Savoie               |                                                                      | 1. Januar                                                          | Aime Granier Montgirod             | Aime-la-Plagne             |
| Auvergne-Rhône-Alpes | Savoie               | Albens Cessens Épersy Mognard Saint-Germain-la-Chambotte Saint-Girod | 1. Januar                                                          | Entrelacs                          |                            |
| Auvergne-Rhône-Alpes | Savoie               | Bellentre La Côte-d’Aime Mâcot-la-Plagne Valezan                     | 1. Januar                                                          | La Plagne Tarentaise               |                            |
| Auvergne-Rhône-Alpes | Savoie               | Saint-Martin-de-Belleville Villarlurin                               | 1. Januar                                                          | Les Belleville                     |                            |
| Auvergne-Rhône-Alpes | Savoie               | Fontaine-le-Puits Salins-les-Thermes                                 | 1. Januar                                                          | Salins-Fontaine                    |                            |
| Auvergne-Rhône-Alpes | Haute-Savoie         |                                                                      | 1. Januar                                                          | Épagny Metz-Tessy                  | Epagny Metz-Tessy          |
| Auvergne-Rhône-Alpes | Haute-Savoie         | Faverges Seythenex                                                   | 1. Januar                                                          | Faverges-Seythenex                 |                            |
| Auvergne-Rhône-Alpes | Haute-Savoie         | Montmin Talloires                                                    | 1. Januar                                                          | Talloires-Montmin                  |                            |
| Auvergne-Rhône-Alpes | Haute-Savoie         | Cons-Sainte-Colombe Marlens                                          | 1. Januar                                                          | Val de Chaise                      |                            |
| Auvergne-Rhône-Alpes | Auvergne-Rhône-Alpes | Auvergne-Rhône-Alpes                                                 | Auvergne-Rhône-Alpes                                               | 85 fusionierte Gemeinden           | 34 Gemeindefusionen        |

| Region                  | Departement             | Karte                                          | Datum                                    | Gemeinden vor der Mutation | Gemeinde nach der Mutation |
| ----------------------- | ----------------------- | ---------------------------------------------- | ---------------------------------------- | --- | -------------------------- |
| Bourgogne-Franche-Comté | Côte-d’Or               |                                                | 1. Januar                                | Ivry-en-Montagne Jours-en-Vaux | Val-Mont                   |
| Bourgogne-Franche-Comté | Doubs                   |                                                | 1. Januar                                | Athose Chasnans Hautepierre-le-Châtelet Nods Rantechaux Vanclans | Les Premiers Sapins        |
| Bourgogne-Franche-Comté | Doubs                   | Bonnevaux-le-Prieuré Ornans                    | 1. Januar                                | Ornans |                            |
| Bourgogne-Franche-Comté | Doubs                   | Osselle Routelle                               | 1. Januar                                | Osselle-Routelle |                            |
| Bourgogne-Franche-Comté | Doubs                   | Sancey-le-Grand Sancey-le-Long                 | 1. Januar                                | Sancey |                            |
| Bourgogne-Franche-Comté | Doubs                   | 1. Juni                                        | Vaire-Arcier Vaire-le-Petit              | Vaire |                            |
| Bourgogne-Franche-Comté | Jura                    |                                                | 1. Januar                                | Arlay Saint-Germain-lès-Arlay | Arlay                      |
| Bourgogne-Franche-Comté | Jura                    | Crançot Granges-sur-Baume Mirebel              | 1. Januar                                | Hauteroche |                            |
| Bourgogne-Franche-Comté | Jura                    | La Mouille Lézat Morez                         | 1. Januar                                | Hauts de Bienne |                            |
| Bourgogne-Franche-Comté | Jura                    | Arthenas Essia Saint-Laurent-la-Roche Varessia | 1. Januar                                | La Chailleuse |                            |
| Bourgogne-Franche-Comté | Jura                    | Lavans-lès-Saint-Claude Ponthoux               | 1. Januar                                | Lavans-lès-Saint-Claude |                            |
| Bourgogne-Franche-Comté | Jura                    | Esserval-Combe Mièges Molpré                   | 1. Januar                                | Mièges |                            |
| Bourgogne-Franche-Comté | Jura                    | Communailles-en-Montagne Mignovillard          | 1. Januar                                | Mignovillard |                            |
| Bourgogne-Franche-Comté | Jura                    | Chaux-des-Prés Prénovel                        | 1. Januar                                | Nanchez |                            |
| Bourgogne-Franche-Comté | Jura                    | Florentia Nantey Senaud Val-d’Épy              | 1. Januar                                | Val d’Épy |                            |
| Bourgogne-Franche-Comté | Jura                    | 1. April                                       | L’Aubépin Chazelles Nanc-lès-Saint-Amour | Les Trois Châteaux |                            |
| Bourgogne-Franche-Comté | Jura                    | 1. April                                       | Froideville Vincent                      | Vincent-Froideville |                            |
| Bourgogne-Franche-Comté | Nièvre                  |                                                | 1. Januar                                | Beaulieu Dompierre-sur-Héry Michaugues | Beaulieu                   |
| Bourgogne-Franche-Comté | Saône-et-Loire          |                                                | 1. Januar                                | Fragnes La Loyère | Fragnes-La Loyère          |
| Bourgogne-Franche-Comté | Saône-et-Loire          | Le Rousset Marizy                              | 1. Januar                                | Le Rousset-Marizy |                            |
| Bourgogne-Franche-Comté | Yonne                   |                                                | 1. Januar                                | Chambeugle Charny Chêne-Arnoult Chevillon Dicy Fontenouilles Grandchamp Malicorne Marchais-Beton Perreux Prunoy Saint-Denis-sur-Ouanne Saint-Martin-sur-Ouanne Villefranche | Charny Orée de Puisaye     |
| Bourgogne-Franche-Comté | Yonne                   | Saint-Aubin-Château-Neuf Saint-Martin-sur-Ocre | 1. Januar                                | Le Val d’Ocre |                            |
| Bourgogne-Franche-Comté | Yonne                   | Chigy Theil-sur-Vanne Vareilles                | 1. Januar                                | Les Vallées de la Vanne |                            |
| Bourgogne-Franche-Comté | Yonne                   | Saint-Romain-le-Preux Sépeaux                  | 1. Januar                                | Sépeaux-Saint Romain |                            |
| Bourgogne-Franche-Comté | Yonne                   | Guerchy Laduz Neuilly Villemer                 | 1. Januar                                | Valravillon |                            |
| Bourgogne-Franche-Comté | Yonne                   | Sacy Vermenton                                 | 1. Januar                                | Vermenton |                            |
| Bourgogne-Franche-Comté | Bourgogne-Franche-Comté | Bourgogne-Franche-Comté                        | Bourgogne-Franche-Comté                  | 80 fusionierte Gemeinden | 26 Gemeindefusionen        |

| Region   | Departement     | Karte                                                                                       | Datum                 | Gemeinden vor der Mutation        | Gemeinde nach der Mutation        |
| -------- | --------------- | ------------------------------------------------------------------------------------------- | --------------------- | --------------------------------- | --------------------------------- |
| Bretagne | Côtes-d’Armor   |                                                                                             | 1. Januar             | Dolo Jugon-les-Lacs               | Jugon-les-Lacs - Commune nouvelle |
| Bretagne | Côtes-d’Armor   | Lamballe Meslin                                                                             | 1. Januar             | Lamballe                          |                                   |
| Bretagne | Côtes-d’Armor   | Collinée Langourla Le Gouray Plessala Saint-Gilles-du-Mené Saint-Gouéno Saint-Jacut-du-Mené | 1. Januar             | Le Mené                           |                                   |
| Bretagne | Côtes-d’Armor   | La Ferrière Plémet                                                                          | 1. Januar             | Plémet                            |                                   |
| Bretagne | Côtes-d’Armor   | L’Hermitage-Lorge Plœuc-sur-Lié                                                             | 1. Januar             | Plœuc-L’Hermitage                 |                                   |
| Bretagne | Côtes-d’Armor   | Pordic Tréméloir                                                                            | 1. Januar             | Pordic                            |                                   |
| Bretagne | Côtes-d’Armor   | 1. März                                                                                     | Binic Étables-sur-Mer | Binic-Étables-sur-Mer             |                                   |
| Bretagne | Finistère       |                                                                                             | 1. Januar             | Audierne Esquibien                | Audierne                          |
| Bretagne | Finistère       | Loc-Eguiner-Saint-Thégonnec Saint-Thégonnec                                                 | 1. Januar             | Saint-Thégonnec Loc-Eguiner       |                                   |
| Bretagne | Ille-et-Vilaine |                                                                                             | 1. Januar             | Guipry Messac                     | Guipry-Messac                     |
| Bretagne | Ille-et-Vilaine | La Chapelle-du-Lou Le Lou-du-Lac                                                            | 1. Januar             | La Chapelle du Lou du Lac         |                                   |
| Bretagne | Morbihan        |                                                                                             | 1. Januar             | Moustoir-Remungol Naizin Remungol | Évellys                           |
| Bretagne | Morbihan        | Noyalo Theix                                                                                | 1. Januar             | Theix-Noyalo                      |                                   |
| Bretagne | Morbihan        | La Chapelle-Caro Le Roc-Saint-André Quily                                                   | 1. Januar             | Val d’Oust                        |                                   |
| Bretagne | Bretagne        | Bretagne                                                                                    | Bretagne              | 35 fusionierte Gemeinden          | 14 Gemeindefusionen               |

| Region              | Departement         | Karte                                                                              | Datum               | Gemeinden vor der Mutation                                                         | Gemeinde nach der Mutation     |
| ------------------- | ------------------- | ---------------------------------------------------------------------------------- | ------------------- | ---------------------------------------------------------------------------------- | ------------------------------ |
| Centre-Val de Loire | Eure-et-Loir        |                                                                                    | 1. Januar           | Auneau Bleury-Saint-Symphorien                                                     | Auneau-Bleury-Saint-Symphorien |
| Centre-Val de Loire | Eure-et-Loir        | Baignolet Fains-la-Folie Germignonville Viabon                                     | 1. Januar           | Eole-en-Beauce                                                                     |                                |
| Centre-Val de Loire | Eure-et-Loir        | Gommerville Orlu                                                                   | 1. Januar           | Gommerville                                                                        |                                |
| Centre-Val de Loire | Eure-et-Loir        | Montainville Rouvray-Saint-Florentin Villeneuve-Saint-Nicolas Voves                | 1. Januar           | Les Villages Vovéens                                                               |                                |
| Centre-Val de Loire | Eure-et-Loir        | Mittainvilliers Vérigny                                                            | 1. Januar           | Mittainvilliers-Vérigny                                                            |                                |
| Centre-Val de Loire | Eure-et-Loir        | Pézy Theuville                                                                     | 1. Januar           | Theuville                                                                          |                                |
| Centre-Val de Loire | Indre               |                                                                                    | 1. Januar           | Levroux Saint-Martin-de-Lamps                                                      | Levroux                        |
| Centre-Val de Loire | Indre               | Saint-Maur Villers-les-Ormes                                                       | 1. Januar           | Saint-Maur                                                                         |                                |
| Centre-Val de Loire | Indre               | Parpeçay Sainte-Cécile Varennes-sur-Fouzon                                         | 1. Januar           | Val-Fouzon                                                                         |                                |
| Centre-Val de Loire | Loir-et-Cher        |                                                                                    | 1. Januar           | La Colombe Membrolles Ouzouer-le-Marché Prénouvellon Semerville Tripleville Verdes | Beauce la Romaine              |
| Centre-Val de Loire | Loir-et-Cher        | Bourré Montrichard                                                                 | 1. Januar           | Montrichard Val de Cher                                                            |                                |
| Centre-Val de Loire | Loir-et-Cher        | Molineuf Orchaise                                                                  | 1. Januar           | Valencisse                                                                         |                                |
| Centre-Val de Loire | Loiret              |                                                                                    | 1. Januar           | Douchy Montcorbon                                                                  | Douchy-Montcorbon              |
| Centre-Val de Loire | Loiret              | Coudray Labrosse Mainvilliers Malesherbes Manchecourt Nangeville Orveau-Bellesauve | 1. Januar           | Le Malesherbois                                                                    |                                |
| Centre-Val de Loire | Centre-Val de Loire | Centre-Val de Loire                                                                | Centre-Val de Loire | 43 fusionierte Gemeinden                                                           | 14 Gemeindefusionen            |

| Region    | Departement | Karte                                               | Datum                           | Gemeinden vor der Mutation                | Gemeinde nach der Mutation |
| --------- | ----------- | --------------------------------------------------- | ------------------------------- | ----------------------------------------- | -------------------------- |
| Grand Est | Ardennes    |                                                     | 1. Januar                       | Le Chesne Les Alleux Louvergny            | Bairon et ses environs     |
| Grand Est | Ardennes    | Chéhéry Chémery-sur-Bar                             | 1. Januar                       | Chémery-Chéhéry                           |                            |
| Grand Est | Ardennes    | Grandpré Termes                                     | 1. Januar                       | Grandpré                                  |                            |
| Grand Est | Ardennes    | Amblimont Mouzon                                    | 1. Januar                       | Mouzon                                    |                            |
| Grand Est | Ardennes    | 1. Juni                                             | Terron-sur-Aisne Vouziers Vrizy | Vouziers                                  |                            |
| Grand Est | Aube        |                                                     | 1. Januar                       | Aix-en-Othe Palis Villemaur-sur-Vanne     | Aix-Villemaur-Pâlis        |
| Grand Est | Marne       |                                                     | 1. Januar                       | Ay Bisseuil Mareuil-sur-Ay                | Aÿ-Champagne               |
| Grand Est | Marne       | Louvois Tauxières-Mutry                             | 1. Januar                       | Val de Livre                              |                            |
| Grand Est | Haute-Marne |                                                     | 1. Januar                       | Montier-en-Der Robert-Magny               | La Porte du Der            |
| Grand Est | Haute-Marne | Montsaugeon Prauthoy Vaux-sous-Aubigny              | 1. Januar                       | Le Montsaugeonnais                        |                            |
| Grand Est | Haute-Marne | Droyes Longeville-sur-la-Laines Louze Puellemontier | 1. Januar                       | Rives Dervoises                           |                            |
| Grand Est | Haute-Marne | Balesmes-sur-Marne Saints-Geosmes                   | 1. Januar                       | Saints-Geosmes                            |                            |
| Grand Est | Haute-Marne | Heuilley-Cotton Villegusien-le-Lac                  | 1. Januar                       | Villegusien-le-Lac                        |                            |
| Grand Est | Haute-Marne | 1. Juni                                             | Bourmont Nijon                  | Bourmont-entre-Meuse-et-Mouzon            |                            |
| Grand Est | Moselle     |                                                     | 1. Januar                       | Ancy-sur-Moselle Dornot                   | Ancy-Dornot                |
| Grand Est | Moselle     | 1. Juni                                             | Colligny Maizery                | Colligny-Maizery                          |                            |
| Grand Est | Bas-Rhin    |                                                     | 1. Januar                       | Allenwiller Birkenwald Salenthal Singrist | Sommerau                   |
| Grand Est | Bas-Rhin    | Pfettisheim Truchtersheim                           | 1. Januar                       | Truchtersheim                             |                            |
| Grand Est | Bas-Rhin    | La Walck Pfaffenhoffen Uberach                      | 1. Januar                       | Val de Moder                              |                            |
| Grand Est | Bas-Rhin    | Gingsheim Hohatzenheim Mittelhausen Wingersheim     | 1. Januar                       | Wingersheim les Quatre Bans               |                            |
| Grand Est | Haut-Rhin   |                                                     | 1. Januar                       | Aspach-le-Haut Michelbach                 | Aspach-Michelbach          |
| Grand Est | Haut-Rhin   | Ammertzwiller Bernwiller                            | 1. Januar                       | Bernwiller                                |                            |
| Grand Est | Haut-Rhin   | Brunstatt Didenheim                                 | 1. Januar                       | Brunstatt-Didenheim                       |                            |
| Grand Est | Haut-Rhin   | Grentzingen Henflingen Oberdorf                     | 1. Januar                       | Illtal                                    |                            |
| Grand Est | Haut-Rhin   | Kaysersberg Kientzheim Sigolsheim                   | 1. Januar                       | Kaysersberg Vignoble                      |                            |
| Grand Est | Haut-Rhin   | Mortzwiller Soppe-le-Haut                           | 1. Januar                       | Le Haut Soultzbach                        |                            |
| Grand Est | Haut-Rhin   | Masevaux Niederbruck                                | 1. Januar                       | Masevaux-Niederbruck                      |                            |
| Grand Est | Haut-Rhin   | Holtzwihr Riedwihr                                  | 1. Januar                       | Porte du Ried                             |                            |
| Grand Est | Haut-Rhin   | Spechbach-le-Bas Spechbach-le-Haut                  | 1. Januar                       | Spechbach                                 |                            |
| Grand Est | Vosges      |                                                     | 1. Januar                       | Girmont Oncourt Thaon-les-Vosges          | Capavenir Vosges           |
| Grand Est | Vosges      | Aumontzey Granges-sur-Vologne                       | 1. Januar                       | Granges-Aumontzey                         |                            |
| Grand Est | Vosges      | Colroy-la-Grande Provenchères-sur-Fave              | 1. Januar                       | Provenchères-et-Colroy                    |                            |
| Grand Est | Grand Est   | Grand Est                                           | Grand Est                       | 79 fusionierte Gemeinden                  | 32 Gemeindefusionen        |

| Region          | Departement     | Karte                                                                           | Datum            | Gemeinden vor der Mutation                                            | Gemeinde nach der Mutation |
| --------------- | --------------- | ------------------------------------------------------------------------------- | ---------------- | --------------------------------------------------------------------- | -------------------------- |
| Hauts-de-France | Aisne           |                                                                                 | 1. Januar        | Artonges Fontenelle-en-Brie La Celle-sous-Montmirail Marchais-en-Brie | Dhuys et Morin-en-Brie     |
| Hauts-de-France | Aisne           | Glennes Longueval-Barbonval Merval Perles Révillon Vauxcéré Villers-en-Prayères | 1. Januar        | Les Septvallons                                                       |                            |
| Hauts-de-France | Aisne           | Baulne-en-Brie La Chapelle-Monthodon Saint-Agnan                                | 1. Januar        | Vallées en Champagne                                                  |                            |
| Hauts-de-France | Nord            |                                                                                 | 1. Januar        | Ghyvelde Les Moëres                                                   | Ghyvelde                   |
| Hauts-de-France | Nord            | Coudekerque-Village Téteghem                                                    | 1. Januar        | Téteghem-Coudekerque-Village                                          |                            |
| Hauts-de-France | Oise            |                                                                                 | 1. Januar        | Anserville Bornel Fosseuse                                            | Bornel                     |
| Hauts-de-France | Pas-de-Calais   |                                                                                 | 1. Januar        | Clarques Rebecques                                                    | Saint-Augustin             |
| Hauts-de-France | Pas-de-Calais   | Saint-Martin-au-Laërt Tatinghem                                                 | 1. Januar        | Saint-Martin-lez-Tatinghem                                            |                            |
| Hauts-de-France | Pas-de-Calais   | 1. September                                                                    | Herbelles Inghem | Bellinghem                                                            |                            |
| Hauts-de-France | Hauts-de-France | Hauts-de-France                                                                 | Hauts-de-France  | 27 fusionierte Gemeinden                                              | 9 Gemeindefusionen         |

| Region        | Departement    | Karte         | Datum         | Gemeinden vor der Mutation | Gemeinde nach der Mutation |
| ------------- | -------------- | ------------- | ------------- | -------------------------- | -------------------------- |
| Île-de-France | Seine-et-Marne |               | 1. Januar     | Épisy Montarlot Orvanne    | Moret Loing et Orvanne     |
| Île-de-France | Île-de-France  | Île-de-France | Île-de-France | 3 fusionierte Gemeinden    | 1 Gemeindefusion           |

| Region    | Departement    | Karte | Datum                  | Gemeinden vor der Mutation                                                                                    | Gemeinde nach der Mutation |
| --------- | -------------- | --- | ---------------------- | --- | -------------------------- |
| Normandie | Calvados       | | 1. Januar              | Balleroy Vaubadon                                                                                             | Balleroy-sur-Drôme         |
| Normandie | Calvados       | Anguerny Colomby-sur-Thaon | 1. Januar              | Colomby-Anguerny                                                                                              |                            |
| Normandie | Calvados       | Condé-sur-Noireau La Chapelle-Engerbold Lénault Proussy Saint-Germain-du-Crioult Saint-Pierre-la-Vieille | 1. Januar              | Condé-en-Normandie                                                                                            |                            |
| Normandie | Calvados       | Friardel La Vespière | 1. Januar              | La Vespière-Friardel                                                                                          |                            |
| Normandie | Calvados       | Caumont-sur-Orne Curcy-sur-Orne Hamars Saint-Martin-de-Sallen Thury-Harcourt | 1. Januar              | Le Hom |                            |
| Normandie | Calvados       | Auquainville Bellou Cerqueux Cheffreville-Tonnencourt Familly Fervaques Heurtevent La Croupte Le Mesnil-Bacley Le Mesnil-Durand Le Mesnil-Germain Les Autels-Saint-Bazile Les Moutiers-Hubert Livarot Meulles Notre-Dame-de-Courson Préaux-Saint-Sébastien Sainte-Marguerite-des-Loges Saint-Martin-du-Mesnil-Oury Saint-Michel-de-Livet Saint-Ouen-le-Houx Tortisambert | 1. Januar              | Livarot-Pays-d’Auge                                                                                           |                            |
| Normandie | Calvados       | Banneville-sur-Ajon Saint-Agnan-le-Malherbe | 1. Januar              | Malherbe-sur-Ajon                                                                                             |                            |
| Normandie | Calvados       | Missy Noyers-Bocage | 1. Januar              | Noyers-Missy                                                                                                  |                            |
| Normandie | Calvados       | Lasson Rots Secqueville-en-Bessin | 1. Januar              | Rots |                            |
| Normandie | Calvados       | Coulvain Saint-Georges-d’Aunay | 1. Januar              | Seulline |                            |
| Normandie | Calvados       | Beaulieu Bures-les-Monts Campeaux Carville Étouvy La Ferrière-Harang La Graverie Le Bény-Bocage Le Reculey Le Tourneur Malloué Montamy Mont-Bertrand Montchauvet Saint-Denis-Maisoncelles Sainte-Marie-Laumont Saint-Martin-des-Besaces Saint-Martin-Don Saint-Ouen-des-Besaces Saint-Pierre-Tarentaine                                                                  | 1. Januar              | Souleuvre en Bocage                                                                                           |                            |
| Normandie | Calvados       | Bernières-le-Patry Burcy Chênedollé Estry La Rocque Le Désert Le Theil-Bocage Montchamp Pierres Presles Rully Saint-Charles-de-Percy Vassy Viessoix | 1. Januar              | Valdallière                                                                                                   |                            |
| Normandie | Calvados       | La Brévière La Chapelle-Haute-Grue Sainte-Foy-de-Montgommery Saint-Germain-de-Montgommery | 1. Januar              | Val-de-Vie |                            |
| Normandie | Calvados       | La Chapelle-Yvon Saint-Cyr-du-Ronceray Saint-Julien-de-Mailloc Saint-Pierre-de-Mailloc Tordouet | 1. Januar              | Valorbiquet                                                                                                   |                            |
| Normandie | Calvados       | Coulonces Maisoncelles-la-Jourdan Roullours Saint-Germain-de-Tallevende-la-Lande-Vaumont Truttemer-le-Grand Truttemer-le-Petit Vaudry Vire | 1. Januar              | Vire Normandie                                                                                                |                            |
| Normandie | Eure           | | 1. Januar              | Amfreville-la-Campagne Saint-Amand-des-Hautes-Terres                                                          | Amfreville-Saint-Amand     |
| Normandie | Eure           | Bourneville Sainte-Croix-sur-Aizier | 1. Januar              | Bourneville-Sainte-Croix                                                                                      |                            |
| Normandie | Eure           | Breteuil Cintray La Guéroulde | 1. Januar              | Breteuil |                            |
| Normandie | Eure           | Avrilly Corneuil Thomer-la-Sôgne | 1. Januar              | Chambois |                            |
| Normandie | Eure           | Écardenville-sur-Eure Fontaine-Heudebourg La Croix-Saint-Leufroy | 1. Januar              | Clef Vallée d’Eure                                                                                            |                            |
| Normandie | Eure           | Bosc-Bénard-Crescy Épreville-en-Roumois Flancourt-Catelon | 1. Januar              | Flancourt-Crescy-en-Roumois                                                                                   |                            |
| Normandie | Eure           | Bosc-Bénard-Commin Bourgtheroulde-Infreville Thuit-Hébert | 1. Januar              | Grand Bourgtheroulde                                                                                          |                            |
| Normandie | Eure           | Garencières Quessigny | 1. Januar              | La Baronnie                                                                                                   |                            |
| Normandie | Eure           | Le Gros-Theil Saint-Nicolas-du-Bosc | 1. Januar              | Le Bosc du Theil                                                                                              |                            |
| Normandie | Eure           | Guernanville Sainte-Marguerite-de-l’Autel | 1. Januar              | Le Lesme |                            |
| Normandie | Eure           | Le Thuit-Anger Le Thuit-Signol Le Thuit-Simer | 1. Januar              | Le Thuit de l’Oison                                                                                           |                            |
| Normandie | Eure           | Aubevoye Sainte-Barbe-sur-Gaillon Vieux-Villez | 1. Januar              | Le Val d’Hazey                                                                                                |                            |
| Normandie | Eure           | Chanteloup Le Chesne Les Essarts Saint-Denis-du-Béhélan | 1. Januar              | Marbois |                            |
| Normandie | Eure           | Ajou Beaumesnil Bosc-Renoult-en-Ouche Épinay Gisay-la-Coudre Gouttières Granchain Jonquerets-de-Livet La Barre-en-Ouche La Roussière Landepéreuse Saint-Aubin-des-Hayes Saint-Aubin-le-Guichard Sainte-Marguerite-en-Ouche Saint-Pierre-du-Mesnil Thevray | 1. Januar              | Mesnil-en-Ouche                                                                                               |                            |
| Normandie | Eure           | Condé-sur-Iton Damville Gouville Le Roncenay-Authenay Le Sacq Manthelon | 1. Januar              | Mesnils-sur-Iton                                                                                              |                            |
| Normandie | Eure           | Dame-Marie Saint-Nicolas-d’Attez Saint-Ouen-d’Attez | 1. Januar              | Sainte-Marie-d’Attez                                                                                          |                            |
| Normandie | Eure           | Sylvains-les-Moulins Villalet | 1. Januar              | Sylvains-Lès-Moulins                                                                                          |                            |
| Normandie | Eure           | Berthenonville Bus-Saint-Rémy Cahaignes Cantiers Civières Dampsmesnil Écos Fontenay-en-Vexin Forêt-la-Folie Fourges Fours-en-Vexin Guitry Panilleuse Tourny | 1. Januar              | Vexin-sur-Epte                                                                                                |                            |
| Normandie | Manche         | | 1. Januar              | Gourfaleur La Mancellière-sur-Vire Saint-Romphaire Saint-Samson-de-Bonfossé                                   | Bourgvallées               |
| Normandie | Manche         | Bricquebec Le Valdécie Le Vrétot Les Perques Quettetot Saint-Martin-le-Hébert | 1. Januar              | Bricquebec-en-Cotentin                                                                                        |                            |
| Normandie | Manche         | Buais Saint-Symphorien-des-Monts | 1. Januar              | Buais-Les-Monts                                                                                               |                            |
| Normandie | Manche         | Angoville-au-Plain Carentan Houesville Saint-Côme-du-Mont | 1. Januar              | Carentan les Marais                                                                                           |                            |
| Normandie | Manche         | Cherbourg-Octeville Équeurdreville-Hainneville La Glacerie Querqueville Tourlaville | 1. Januar              | Cherbourg-en-Cotentin                                                                                         |                            |
| Normandie | Manche         | Condé-sur-Vire Le Mesnil-Raoult | 1. Januar              | Condé-sur-Vire                                                                                                |                            |
| Normandie | Manche         | Ducey Les Chéris | 1. Januar              | Ducey-Les Chéris                                                                                              |                            |
| Normandie | Manche         | Gonneville Le Theil | 1. Januar              | Gonneville-Le Theil                                                                                           |                            |
| Normandie | Manche         | Boisroger Gouville-sur-Mer | 1. Januar              | Gouville-sur-Mer                                                                                              |                            |
| Normandie | Manche         | Chèvreville Martigny Milly Parigny | 1. Januar              | Grandparigny                                                                                                  |                            |
| Normandie | Manche         | Baudreville Bolleville Glatigny La Haye-du-Puits Mobecq Montgardon Saint-Rémy-des-Landes Saint-Symphorien-le-Valois Surville | 1. Januar              | La Haye |                            |
| Normandie | Manche         | Champcervon Les Chambres | 1. Januar              | Le Grippon |                            |
| Normandie | Manche         | Braffais Plomb Sainte-Pience | 1. Januar              | Le Parc |                            |
| Normandie | Manche         | Ferrières Heussé Husson Le Teilleul Sainte-Marie-du-Bois | 1. Januar              | Le Teilleul                                                                                                   |                            |
| Normandie | Manche         | Angoville-sur-Ay Lessay | 1. Januar              | Lessay |                            |
| Normandie | Manche         | Lozon Marigny | 1. Januar              | Marigny-Le-Lozon                                                                                              |                            |
| Normandie | Manche         | Coigny Lithaire Prétot-Sainte-Suzanne Saint-Jores | 1. Januar              | Montsenelle                                                                                                   |                            |
| Normandie | Manche         | Bion Mortain Notre-Dame-du-Touchet Saint-Jean-du-Corail Villechien | 1. Januar              | Mortain-Bocage                                                                                                |                            |
| Normandie | Manche         | Chevry Le Mesnil-Opac Moyon | 1. Januar              | Moyon Villages                                                                                                |                            |
| Normandie | Manche         | Montchaton Orval | 1. Januar              | Orval sur Sienne                                                                                              |                            |
| Normandie | Manche         | Le Chefresne Percy | 1. Januar              | Percy-en-Normandie                                                                                            |                            |
| Normandie | Manche         | Amfreville Cretteville Gourbesville Houtteville Picauville Vindefontaine | 1. Januar              | Picauville |                            |
| Normandie | Manche         | Macey Pontorson Vessey | 1. Januar              | Pontorson |                            |
| Normandie | Manche         | Hyenville Quettreville-sur-Sienne | 1. Januar              | Quettreville-sur-Sienne                                                                                       |                            |
| Normandie | Manche         | Fontenay Romagny | 1. Januar              | Romagny Fontenay                                                                                              |                            |
| Normandie | Manche         | Beuzeville-au-Plain Chef-du-Pont Écoquenéauville Foucarville Sainte-Mère-Église | 1. Januar              | Sainte-Mère-Église                                                                                            |                            |
| Normandie | Manche         | Saint-Hilaire-du-Harcouët Saint-Martin-de-Landelles Virey | 1. Januar              | Saint-Hilaire-du-Harcouët                                                                                     |                            |
| Normandie | Manche         | Notre-Dame-d’Elle Précorbin Rouxeville Saint-Jean-des-Baisants Vidouville | 1. Januar              | Saint-Jean-d’Elle                                                                                             |                            |
| Normandie | Manche         | Angey Champcey La Rochelle-Normande Montviron Sartilly | 1. Januar              | Sartilly-Baie-Bocage                                                                                          |                            |
| Normandie | Manche         | Sourdeval Vengeons | 1. Januar              | Sourdeval |                            |
| Normandie | Manche         | Sainteny Saint-Georges-de-Bohon | 1. Januar              | Terre-et-Marais                                                                                               |                            |
| Normandie | Manche         | Fervaches Tessy-sur-Vire | 1. Januar              | Tessy Bocage                                                                                                  |                            |
| Normandie | Manche         | Hébécrevon La Chapelle-en-Juger | 1. Januar              | Thèreval |                            |
| Normandie | Manche         | Brectouville Giéville Guilberville Torigni-sur-Vire | 1. Januar              | Torigny-les-Villes                                                                                            |                            |
| Normandie | Manche         | Cosqueville Gouberville Néville-sur-Mer Réthoville | 1. Januar              | Vicq-sur-Mer                                                                                                  |                            |
| Normandie | Manche         | Rouffigny Villedieu-les-Poêles | 1. Januar              | Villedieu-les-Poêles-Rouffigny                                                                                |                            |
| Normandie | Orne           | | 1. Januar              | Athis-de-l’Orne Bréel La Carneille Les Tourailles Notre-Dame-du-Rocher Ronfeugerai Ségrie-Fontaine Taillebois | Athis-Val de Rouvre        |
| Normandie | Orne           | Bagnoles-de-l’Orne Saint-Michel-des-Andaines | 1. Januar              | Bagnoles de l’Orne Normandie                                                                                  |                            |
| Normandie | Orne           | Chailloué Marmouillé Neuville-près-Sées | 1. Januar              | Chailloué |                            |
| Normandie | Orne           | Boissy-Maugis Courcerault Maison-Maugis Saint-Maurice-sur-Huisne | 1. Januar              | Cour-Maugis sur Huisne                                                                                        |                            |
| Normandie | Orne           | Domfront La Haute-Chapelle Rouellé | 1. Januar              | Domfront en Poiraie                                                                                           |                            |
| Normandie | Orne           | Batilly Écouché La Courbe Loucé Saint-Ouen-sur-Maire Serans | 1. Januar              | Écouché-les-Vallées                                                                                           |                            |
| Normandie | Orne           | Forges Radon Vingt-Hanaps | 1. Januar              | Écouves |                            |
| Normandie | Orne           | Beaulandais Juvigny-sous-Andaine La Baroche-sous-Lucé Loré Lucé Saint-Denis-de-Villenette Sept-Forges | 1. Januar              | Juvigny Val d’Andaine                                                                                         |                            |
| Normandie | Orne           | Anceins Bocquencé Couvains Gauville Glos-la-Ferrière Heugon La Ferté-Frênel Monnai Saint-Nicolas-des-Laitiers Villers-en-Ouche | 1. Januar              | La Ferté-en-Ouche                                                                                             |                            |
| Normandie | Orne           | La Sauvagère Saint-Maurice-du-Désert | 1. Januar              | Les Monts d’Andaine                                                                                           |                            |
| Normandie | Orne           | La Lande-sur-Eure Longny-au-Perche Malétable Marchainville Monceaux-au-Perche Moulicent Neuilly-sur-Eure Saint-Victor-de-Réno | 1. Januar              | Longny les Villages                                                                                           |                            |
| Normandie | Orne           | L’Épinay-le-Comte Passais Saint-Siméon | 1. Januar              | Passais Villages                                                                                              |                            |
| Normandie | Orne           | Colonard-Corubert Dancé Nocé Préaux-du-Perche Saint-Aubin-des-Grois Saint-Jean-de-la-Forêt | 1. Januar              | Perche en Nocé                                                                                                |                            |
| Normandie | Orne           | Chênedouit La Forêt-Auvray La Fresnaye-au-Sauvage Les Rotours Ménil-Jean Putanges-Pont-Écrepin Rabodanges Saint-Aubert-sur-Orne Sainte-Croix-sur-Orne | 1. Januar              | Putanges-le-Lac                                                                                               |                            |
| Normandie | Orne           | Bellou-sur-Huisne Dorceau Rémalard | 1. Januar              | Rémalard en Perche                                                                                            |                            |
| Normandie | Orne           | Couterne Geneslay Haleine La Chapelle-d’Andaine | 1. Januar              | Rives d’Andaine                                                                                               |                            |
| Normandie | Orne           | Condeau Condé-sur-Huisne Coulonges-les-Sablons | 1. Januar              | Sablons sur Huisne                                                                                            |                            |
| Normandie | Orne           | Le Sap Orville | 1. Januar              | Sap-en-Auge                                                                                                   |                            |
| Normandie | Orne           | Autheuil Bivilliers Bresolettes Bubertré Champs La Poterie-au-Perche Lignerolles Prépotin Randonnai Tourouvre | 1. Januar              | Tourouvre au Perche                                                                                           |                            |
| Normandie | Orne           | Gémages L’Hermitière La Rouge Le Theil Mâle Saint-Agnan-sur-Erre | 1. Januar              | Val-au-Perche                                                                                                 |                            |
| Normandie | Orne           | 12. Januar | Antoigny La Ferté-Macé | La Ferté Macé                                                                                                 |                            |
| Normandie | Seine-Maritime | | 1. Januar              | La Mailleraye-sur-Seine Saint-Nicolas-de-Bliquetuit                                                           | Arelaune-en-Seine          |
| Normandie | Seine-Maritime | Forges-les-Eaux Le Fossé | 1. Januar              | Forges-les-Eaux                                                                                               |                            |
| Normandie | Seine-Maritime | Assigny Auquemesnil Belleville-sur-Mer Berneval-le-Grand Biville-sur-Mer Bracquemont Brunville Derchigny Glicourt Gouchaupre Greny Guilmécourt Intraville Penly Saint-Martin-en-Campagne Saint-Quentin-au-Bosc Tocqueville-sur-Eu Tourville-la-Chapelle | 1. Januar              | Petit-Caux |                            |
| Normandie | Seine-Maritime | Auberville-la-Campagne Notre-Dame-de-Gravenchon Touffreville-la-Cable Triquerville | 1. Januar              | Port-Jérôme-sur-Seine                                                                                         |                            |
| Normandie | Seine-Maritime | Caudebec-en-Caux Saint-Wandrille-Rançon Villequier | 1. Januar              | Rives-en-Seine                                                                                                |                            |
| Normandie | Seine-Maritime | Betteville Fréville La Folletière Mont-de-l’If | 1. Januar              | Saint Martin de l’If                                                                                          |                            |
| Normandie | Normandie      | Normandie | Normandie              | 433 fusionierte Gemeinden                                                                                     | 96 Gemeindefusionen        |

| Region             | Departement        | Karte                                   | Datum              | Gemeinden vor der Mutation                                                                             | Gemeinde nach der Mutation |
| ------------------ | ------------------ | --------------------------------------- | ------------------ | --- | -------------------------- |
| Nouvelle-Aquitaine | Charente           |                                         | 1. Januar          | Charmant Chavenat Juillaguet                                                                           | Boisné-La Tude             |
| Nouvelle-Aquitaine | Charente           | Confolens Saint-Germain-de-Confolens    | 1. Januar          | Confolens                                                                                              |                            |
| Nouvelle-Aquitaine | Charente           | Bignac Genac                            | 1. Januar          | Genac-Bignac                                                                                           |                            |
| Nouvelle-Aquitaine | Charente           | Lamérac Montchaude                      | 1. Januar          | Montmérac                                                                                              |                            |
| Nouvelle-Aquitaine | Charente           | Plaizac Rouillac Sonneville             | 1. Januar          | Rouillac                                                                                               |                            |
| Nouvelle-Aquitaine | Charente           | Aubeville Jurignac Mainfonds Péreuil    | 1. Januar          | Val des Vignes                                                                                         |                            |
| Nouvelle-Aquitaine | Charente-Maritime  |                                         | 1. Januar          | La Benâte Saint-Denis-du-Pin                                                                           | Essouvert                  |
| Nouvelle-Aquitaine | Charente-Maritime  | Moings Réaux Saint-Maurice-de-Tavernole | 1. Januar          | Réaux sur Trèfle                                                                                       |                            |
| Nouvelle-Aquitaine | Corrèze            |                                         | 1. Januar          | Malemort-sur-Corrèze Venarsal                                                                          | Malemort                   |
| Nouvelle-Aquitaine | Creuse             |                                         | 1. Januar          | Parsac Rimondeix                                                                                       | Parsac-Rimondeix           |
| Nouvelle-Aquitaine | Dordogne           |                                         | 1. Januar          | Beaumont-du-Périgord Labouquerie Nojals-et-Clotte Sainte-Sabine-Born                                   | Beaumontois en Périgord    |
| Nouvelle-Aquitaine | Dordogne           | Atur Boulazac Saint-Laurent-sur-Manoire | 1. Januar          | Boulazac Isle Manoire                                                                                  |                            |
| Nouvelle-Aquitaine | Dordogne           | Brantôme Saint-Julien-de-Bourdeilles    | 1. Januar          | Brantôme en Périgord                                                                                   |                            |
| Nouvelle-Aquitaine | Dordogne           | Coux-et-Bigaroque Mouzens               | 1. Januar          | Coux et Bigaroque-Mouzens                                                                              |                            |
| Nouvelle-Aquitaine | Dordogne           | Chenaud Parcoul                         | 1. Januar          | Parcoul-Chenaud                                                                                        |                            |
| Nouvelle-Aquitaine | Dordogne           | Belvès Saint-Amand-de-Belvès            | 1. Januar          | Pays de Belvès                                                                                         |                            |
| Nouvelle-Aquitaine | Dordogne           | Sainte-Alvère Saint-Laurent-des-Bâtons  | 1. Januar          | Sainte-Alvère-Saint-Laurent Les Bâtons                                                                 |                            |
| Nouvelle-Aquitaine | Dordogne           | Puymangou Saint-Aulaye                  | 1. Januar          | Saint Aulaye-Puymangou                                                                                 |                            |
| Nouvelle-Aquitaine | Dordogne           | Ligueux Sorges                          | 1. Januar          | Sorges et Ligueux en Périgord                                                                          |                            |
| Nouvelle-Aquitaine | Gironde            |                                         | 1. Januar          | Aubie-et-Espessas Saint-Antoine Salignac                                                               | Val de Virvée              |
| Nouvelle-Aquitaine | Deux-Sèvres        |                                         | 1. Januar          | Argenton-les-Vallées La Chapelle-Gaudin La Coudre Le Breuil-sous-Argenton Moutiers-sous-Argenton Ulcot | Argentonnay                |
| Nouvelle-Aquitaine | Deux-Sèvres        | Étusson Saint-Maurice-la-Fougereuse     | 1. Januar          | Saint Maurice Étusson                                                                                  |                            |
| Nouvelle-Aquitaine | Vienne             |                                         | 1. Januar          | Saint-Sauveur Senillé                                                                                  | Senillé-Saint-Sauveur      |
| Nouvelle-Aquitaine | Haute-Vienne       |                                         | 1. Januar          | Bussière-Boffy Mézières-sur-Issoire                                                                    | Val d’Issoire              |
| Nouvelle-Aquitaine | Nouvelle-Aquitaine | Nouvelle-Aquitaine                      | Nouvelle-Aquitaine | 61 fusionierte Gemeinden                                                                               | 24 Gemeindefusionen        |

| Region     | Departement     | Karte                                                                | Datum      | Gemeinden vor der Mutation                                                         | Gemeinde nach der Mutation  |
| ---------- | --------------- | -------------------------------------------------------------------- | ---------- | ---------------------------------------------------------------------------------- | --------------------------- |
| Okzitanien | Aude            |                                                                      | 1. Januar  | Brenac Quillan                                                                     | Quillan                     |
| Okzitanien | Aude            | Caudeval Gueytes-et-Labastide                                        | 1. Januar  | Val de Lambronne                                                                   |                             |
| Okzitanien | Aveyron         |                                                                      | 1. Januar  | Alpuech Graissac Lacalm La Terrisse Sainte-Geneviève-sur-Argence Vitrac-en-Viadène | Argences en Aubrac          |
| Okzitanien | Aveyron         | Conques Grand-Vabre Noailhac Saint-Cyprien-sur-Dourdou               | 1. Januar  | Conques-en-Rouergue                                                                |                             |
| Okzitanien | Aveyron         | Laissac Sévérac-l’Église                                             | 1. Januar  | Laissac-Sévérac l’Église                                                           |                             |
| Okzitanien | Aveyron         | La Bastide-l’Évêque Saint-Salvadou Vabre-Tizac                       | 1. Januar  | Le Bas Ségala                                                                      |                             |
| Okzitanien | Aveyron         | Coussergues Cruéjouls Palmas                                         | 1. Januar  | Palmas d’Aveyron                                                                   |                             |
| Okzitanien | Aveyron         | Aurelle-Verlac Saint-Geniez-d’Olt                                    | 1. Januar  | Saint Geniez d’Olt et d’Aubrac                                                     |                             |
| Okzitanien | Aveyron         | Buzeins Lapanouse Lavernhe Recoules-Prévinquières Sévérac-le-Château | 1. Januar  | Sévérac d’Aveyron                                                                  |                             |
| Okzitanien | Gers            |                                                                      | 1. Januar  | Castelnau-d’Auzan Labarrère                                                        | Castelnau d’Auzan Labarrère |
| Okzitanien | Lot             |                                                                      | 1. Januar  | Beaumat Fontanes-du-Causse Labastide-Murat Saint-Sauveur-la-Vallée Vaillac         | Cœur de Causse              |
| Okzitanien | Lot             | Saint-Cernin Saint-Martin-de-Vers                                    | 1. Januar  | Les Pechs du Vers                                                                  |                             |
| Okzitanien | Lot             | Belmontet Lebreil Montcuq Sainte-Croix Valprionde                    | 1. Januar  | Montcuq-en-Quercy-Blanc                                                            |                             |
| Okzitanien | Lot             | Flaugnac Saint-Paul-de-Loubressac                                    | 1. Januar  | Saint-Paul-Flaugnac                                                                |                             |
| Okzitanien | Lot             | Calviac Comiac Lacam-d’Ourcet Lamativie Sousceyrac                   | 1. Januar  | Sousceyrac-en-Quercy                                                               |                             |
| Okzitanien | Lozère          |                                                                      | 1. Januar  | Banassac Canilhac                                                                  | Banassac-Canilhac           |
| Okzitanien | Lozère          | Bédouès Cocurès                                                      | 1. Januar  | Bédouès-Cocurès                                                                    |                             |
| Okzitanien | Lozère          | Chirac Le Monastier-Pin-Moriès                                       | 1. Januar  | Bourgs sur Colagne                                                                 |                             |
| Okzitanien | Lozère          | Saint-Julien-d’Arpaon Saint-Laurent-de-Trèves                        | 1. Januar  | Cans et Cévennes                                                                   |                             |
| Okzitanien | Lozère          | Florac La Salle-Prunet                                               | 1. Januar  | Florac Trois Rivières                                                              |                             |
| Okzitanien | Lozère          | Fontanes Naussac                                                     | 1. Januar  | Naussac-Fontanes                                                                   |                             |
| Okzitanien | Lozère          | Fraissinet-de-Lozère Le Pont-de-Montvert Saint-Maurice-de-Ventalon   | 1. Januar  | Pont de Montvert - Sud Mont Lozère                                                 |                             |
| Okzitanien | Lozère          | Saint-Andéol-de-Clerguemort Saint-Frézal-de-Ventalon                 | 1. Januar  | Ventalon en Cévennes                                                               |                             |
| Okzitanien | Hautes-Pyrénées |                                                                      | 1. Januar  | Gavarnie Gèdre                                                                     | Gavarnie-Gèdre              |
| Okzitanien | Hautes-Pyrénées | Armenteule Loudenvielle                                              | 1. Januar  | Loudenvielle                                                                       |                             |
| Okzitanien | Tarn            |                                                                      | 1. Januar  | Bellegarde Marsal                                                                  | Bellegarde-Marsal           |
| Okzitanien | Tarn            | Castelnau-de-Brassac Ferrières Le Margnès                            | 1. Januar  | Fontrieu                                                                           |                             |
| Okzitanien | Okzitanien      | Okzitanien                                                           | Okzitanien | 76 fusionierte Gemeinden                                                           | 27 Gemeindefusionen         |

| Region           | Departement      | Karte                                                                                         | Datum | Gemeinden vor der Mutation | Gemeinde nach der Mutation |
| ---------------- | ---------------- | --------------------------------------------------------------------------------------------- | --- | --- | -------------------------- |
| Pays de la Loire | Loire-Atlantique |                                                                                               | 1. Januar | Arthon-en-Retz Chéméré | Chaumes-en-Retz            |
| Pays de la Loire | Loire-Atlantique | Barbechat La Chapelle-Basse-Mer                                                               | 1. Januar | Divatte-sur-Loire |                            |
| Pays de la Loire | Loire-Atlantique | Belligné La Chapelle-Saint-Sauveur La Rouxière Varades                                        | 1. Januar | Loireauxence |                            |
| Pays de la Loire | Loire-Atlantique | Machecoul Saint-Même-le-Tenu                                                                  | 1. Januar | Machecoul-Saint-Même |                            |
| Pays de la Loire | Loire-Atlantique | Anetz Saint-Herblon                                                                           | 1. Januar | Vair-sur-Loire |                            |
| Pays de la Loire | Loire-Atlantique | Bourgneuf-en-Retz Fresnay-en-Retz                                                             | 1. Januar | Villeneuve-en-Retz |                            |
| Pays de la Loire | Maine-et-Loire   |                                                                                               | 1. Januar | Baugé-en-Anjou Bocé Chartrené Cheviré-le-Rouge Clefs-Val d’Anjou Cuon Échemiré Fougeré Le Guédeniau Saint-Quentin-lès-Beaurepaire | Baugé-en-Anjou             |
| Pays de la Loire | Maine-et-Loire   | Beaufort-en-Vallée Gée                                                                        | 1. Januar | Beaufort-en-Anjou |                            |
| Pays de la Loire | Maine-et-Loire   | Champ-sur-Layon Faveraye-Mâchelles Faye-d’Anjou Rablay-sur-Layon Thouarcé                     | 1. Januar | Bellevigne-en-Layon |                            |
| Pays de la Loire | Maine-et-Loire   | Blaison-Gohier Saint-Sulpice                                                                  | 1. Januar | Blaison-Saint-Sulpice |                            |
| Pays de la Loire | Maine-et-Loire   | Champteussé-sur-Baconne Chenillé-Changé                                                       | 1. Januar | Chenillé-Champteussé |                            |
| Pays de la Loire | Maine-et-Loire   | Chênehutte-Trèves-Cunault Gennes Grézillé Le Thoureil Saint-Georges-des-Sept-Voies            | 1. Januar | Gennes-Val de Loire |                            |
| Pays de la Loire | Maine-et-Loire   | Le Fresne-sur-Loire Ingrandes                                                                 | 1. Januar | Ingrandes-Le Fresne sur Loire |                            |
| Pays de la Loire | Maine-et-Loire   | Beauvau Chaumont-d’Anjou Jarzé Lué-en-Baugeois                                                | 1. Januar | Jarzé Villages |                            |
| Pays de la Loire | Maine-et-Loire   | Andigné Le Lion-d’Angers                                                                      | 1. Januar | Le Lion-d’Angers |                            |
| Pays de la Loire | Maine-et-Loire   | Brion Fontaine-Guérin Saint-Georges-du-Bois                                                   | 1. Januar | Les Bois d’Anjou |                            |
| Pays de la Loire | Maine-et-Loire   | Andard Bauné Brain-sur-l’Authion Corné La Bohalle La Daguenière Saint-Mathurin-sur-Loire      | 1. Januar | Loire-Authion |                            |
| Pays de la Loire | Maine-et-Loire   | La Meignanne La Membrolle-sur-Longuenée Le Plessis-Macé Pruillé                               | 1. Januar | Longuenée-en-Anjou |                            |
| Pays de la Loire | Maine-et-Loire   | La Fosse-de-Tigné Les Cerqueux-sous-Passavant Nueil-sur-Layon Tancoigné Tigné Trémont Vihiers | 1. Januar | Lys-Haut-Layon |                            |
| Pays de la Loire | Maine-et-Loire   | Fontaine-Milon Mazé                                                                           | 1. Januar | Mazé-Milon |                            |
| Pays de la Loire | Maine-et-Loire   | Chemiré-sur-Sarthe Morannes                                                                   | 1. Januar | Morannes-sur-Sarthe |                            |
| Pays de la Loire | Maine-et-Loire   | Ambillou-Château Louerre Noyant-la-Plaine                                                     | 1. Januar | Tuffalun |                            |
| Pays de la Loire | Maine-et-Loire   | Pellouailles-les-Vignes Saint-Sylvain-d’Anjou                                                 | 1. Januar | Verrières-en-Anjou |                            |
| Pays de la Loire | Maine-et-Loire   | 15. Dezember                                                                                  | Brissac-Quincé Charcé-Saint-Ellier-sur-Aubance Chemellier Coutures Les Alleuds Luigné Saint-Rémy-la-Varenne Saint-Saturnin-sur-Loire Saulgé-l’Hôpital Vauchrétien                                                                | Brissac Loire Aubance |                            |
| Pays de la Loire | Maine-et-Loire   | 15. Dezember                                                                                  | Juigné-sur-Loire Saint-Jean-des-Mauvrets | Les Garennes sur Loire |                            |
| Pays de la Loire | Maine-et-Loire   | 15. Dezember                                                                                  | Brissarthe Contigné Cherré Champigné Marigné Querré Sœurdres | Les Hauts d’Anjou |                            |
| Pays de la Loire | Maine-et-Loire   | 15. Dezember                                                                                  | Auverse Breil Broc Chalonnes-sous-le-Lude Chavaignes Chigné Dénezé-sous-le-Lude Genneteil Lasse Linières-Bouton Meigné-le-Vicomte Méon Noyant Parçay-les-Pins                                                                    | Noyant-Villages |                            |
| Pays de la Loire | Maine-et-Loire   | 15. Dezember                                                                                  | Chazé-Henry Combrée Grugé-l’Hôpital La Chapelle-Hullin La Prévière Le Tremblay Noëllet Pouancé Saint-Michel-et-Chanveaux Vergonnes                                                                                               | Ombrée d’Anjou |                            |
| Pays de la Loire | Maine-et-Loire   | 15. Dezember                                                                                  | Aviré Châtelais L’Hôtellerie-de-Flée La Chapelle-sur-Oudon La Ferrière-de-Flée Le Bourg-d’Iré Louvaines Marans Montguillon Noyant-la-Gravoyère Nyoiseau Sainte-Gemmes-d’Andigné Saint-Martin-du-Bois Saint-Sauveur-de-Flée Segré | Segré-en-Anjou Bleu |                            |
| Pays de la Loire | Maine-et-Loire   | 15. Dezember                                                                                  | La Cornuaille Le Louroux-Béconnais Villemoisan | Val d’Erdre-Auxence |                            |
| Pays de la Loire | Maine-et-Loire   | 30. Dezember                                                                                  | Brigné Concourson-sur-Layon Doué-la-Fontaine Forges Les Verchers-sur-Layon Meigné Montfort Saint-Georges-sur-Layon | Doué-en-Anjou |                            |
| Pays de la Loire | Mayenne          |                                                                                               | 1. Januar | Loiron Ruillé-le-Gravelais | Loiron-Ruillé              |
| Pays de la Loire | Mayenne          | Pré-en-Pail Saint-Samson                                                                      | 1. Januar | Pré-en-Pail-Saint-Samson |                            |
| Pays de la Loire | Mayenne          | Chammes Sainte-Suzanne                                                                        | 1. Januar | Sainte-Suzanne-et-Chammes |                            |
| Pays de la Loire | Sarthe           |                                                                                               | 1. Januar | Ballon Saint-Mars-sous-Ballon | Ballon-Saint Mars          |
| Pays de la Loire | Sarthe           | Saint-Hilaire-le-Lierru Tuffé                                                                 | 1. Januar | Tuffé Val de la Chéronne |                            |
| Pays de la Loire | Sarthe           | 1. Oktober                                                                                    | Château-du-Loir Montabon Vouvray-sur-Loir | Montval-sur-Loir |                            |
| Pays de la Loire | Vendée           |                                                                                               | 1. Januar | Aubigny Les Clouzeaux | Aubigny-Les Clouzeaux      |
| Pays de la Loire | Vendée           | Belleville-sur-Vie Saligny                                                                    | 1. Januar | Bellevigny |                            |
| Pays de la Loire | Vendée           | Doix Fontaines                                                                                | 1. Januar | Doix lès Fontaines |                            |
| Pays de la Loire | Vendée           | Boulogne L’Oie Les Essarts Sainte-Florence                                                    | 1. Januar | Essarts en Bocage |                            |
| Pays de la Loire | Vendée           | Mormaison Saint-André-Treize-Voies Saint-Sulpice-le-Verdon                                    | 1. Januar | Montréverd |                            |
| Pays de la Loire | Vendée           | Mouilleron-en-Pareds Saint-Germain-l’Aiguiller                                                | 1. Januar | Mouilleron-Saint-Germain |                            |
| Pays de la Loire | Vendée           | Chaillé-sous-les-Ormeaux Saint-Florent-des-Bois                                               | 1. Januar | Rives de l’Yon |                            |
| Pays de la Loire | Vendée           | La Flocellière La Pommeraie-sur-Sèvre Les Châtelliers-Châteaumur Saint-Michel-Mont-Mercure    | 1. Januar | Sèvremont |                            |
| Pays de la Loire | Pays de la Loire | Pays de la Loire                                                                              | Pays de la Loire | 181 fusionierte Gemeinden | 45 Gemeindefusionen        |

| Region                     | Departement                | Karte                                   | Datum                      | Gemeinden vor der Mutation   | Gemeinde nach der Mutation |
| -------------------------- | -------------------------- | --------------------------------------- | -------------------------- | ---------------------------- | -------------------------- |
| Provence-Alpes-Côte d’Azur | Alpes-de-Haute-Provence    |                                         | 1. Januar                  | Larche Meyronnes             | Val d’Oronaye              |
| Provence-Alpes-Côte d’Azur | Hautes-Alpes               |                                         | 1. Januar                  | Eyguians Lagrand Saint-Genis | Garde-Colombe              |
| Provence-Alpes-Côte d’Azur | Hautes-Alpes               | Antonaves Châteauneuf-de-Chabre Ribiers | 1. Januar                  | Val Buëch-Méouge             |                            |
| Provence-Alpes-Côte d’Azur | Provence-Alpes-Côte d’Azur | Provence-Alpes-Côte d’Azur              | Provence-Alpes-Côte d’Azur | 8 fusionierte Gemeinden      | 3 Gemeindefusionen         |